# 18. November
Der 18. November ist der 322. Tag des gregorianischen Kalenders (der 323. in Schaltjahren), somit bleiben 43 Tage bis zum Jahresende.

## Ereignisse

### Politik und Weltgeschehen
- 0794: Der japanische Kaiser Kammu verlegt seine Residenz von Nagaoka-kyō in das neu gegründete Heian-kyō, das heutige Kyōto.
- 1210: Papst Innozenz III. exkommuniziert den bereits im Kirchenbann befindlichen Kaiser Otto IV.
- 1282: Wegen seiner Unterstützung der Sizilianischen Vesper und der anschließenden Inbesitznahme von Sizilien wird König Peter III. von Aragón von Papst Martin IV. exkommuniziert.
- 1705: Im Großen Nordischen Krieg wird der Warschauer Friede geschlossen. König August II. lehnt den Vertrag als nur zwischen Schweden und Polen-Litauen geltend jedoch ab, so dass sich das Kurfürstentum Sachsen weiterhin im Kriegszustand befindet.

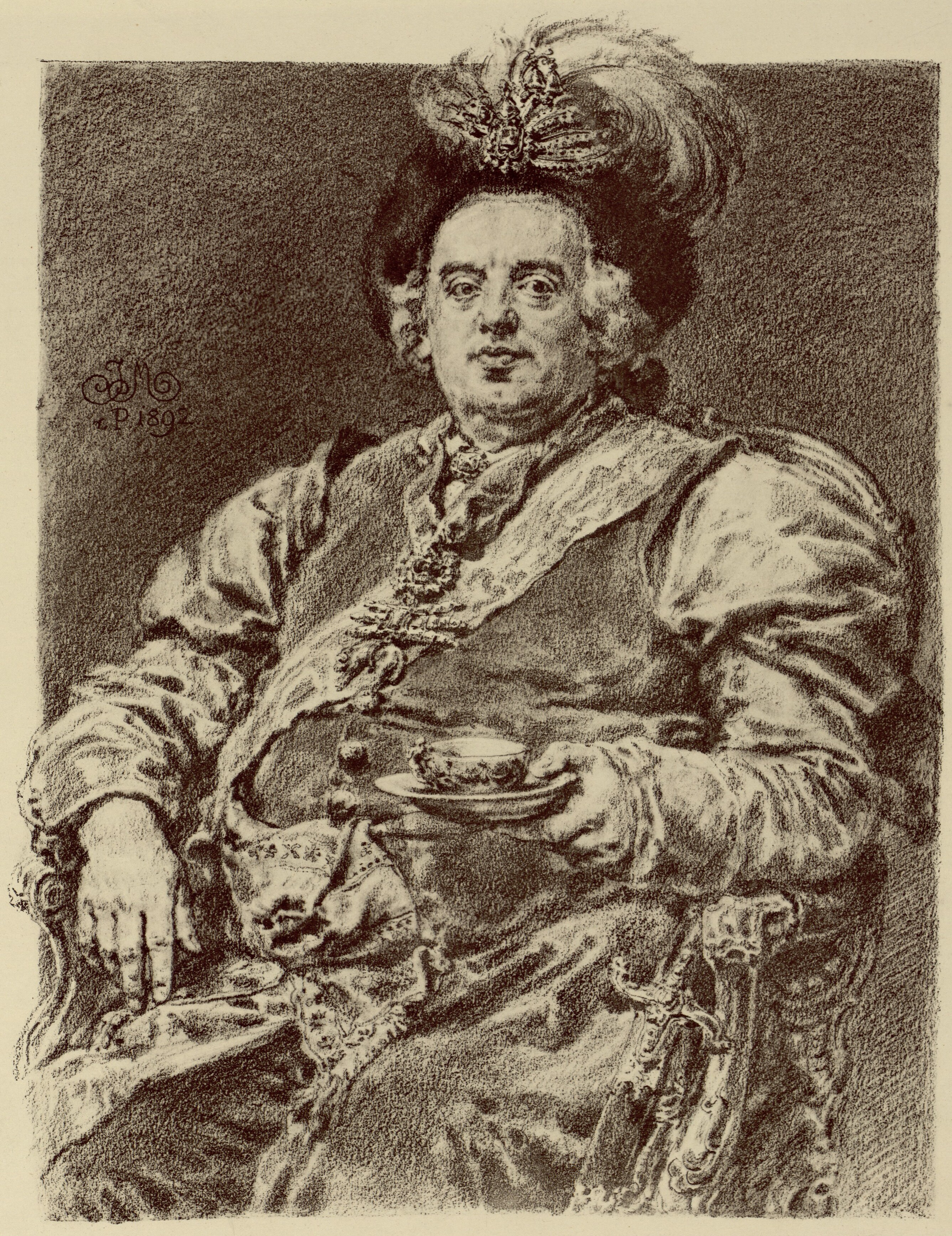
1738: August III. von Polen

- 1738: Mit der Unterzeichnung des Friedens von Wien beenden Österreich und Frankreich den Polnischen Thronfolgekrieg. August III. wird als polnischer König bestätigt und die Pragmatische Sanktion von Frankreich anerkannt. Der französische Kandidat Stanislaus I. Leszczyński erhält die Herzogtümer Lothringen und Bar, die nach seinem Tod an Frankreich fallen sollen.
- 1803: Nach der Wiedereinführung der Sklaverei in den französischen Kolonien durch Napoleon Bonaparte besiegen die aufständischen Schwarzen im französischen Teil Hispaniolas unter Jean-Jacques Dessalines die Franzosen in der Schlacht von Vertières entscheidend und erkämpfen damit endgültig die Unabhängigkeit Haitis.
- 1812: Die Kämpfe bei Krasnoi während Napoleons Rückzug aus Russland enden mit einer weiteren französischen Niederlage.
- 1837: Die Göttinger Sieben, sieben Professoren der Universität Göttingen, reichen schriftlich Protest ein gegen die Rücknahme der liberalen Verfassung durch ihren Landesherrn, König Ernst August I. von Hannover.
- 1841: In der Schlacht von Ingavi besiegen die Bolivianer unter General José Ballivián Segurola die ins Land eingedrungene peruanische Armee mit Präsident Agustín Gamarra an der Spitze. Damit endet der Peruanisch-Bolivianische Krieg.
- 1849: Das Königreich Kroatien und Slawonien wird von Ungarn abgetrennt und separates Kronland in der Habsburgermonarchie. Die Treue der Illyrischen Bewegung zur Habsburger Regierung in den Revolutionswirren wird damit honoriert.
- 1851: Nach dem Tod von König Ernst August I. übernimmt sein Sohn Georg V. die Regentschaft im Königreich Hannover.
- 1863: König Christian IX. von Dänemark unterzeichnet die Novemberverfassung, was wenig später zum Ausbruch des Deutsch-Dänischen Krieges führt.
- 1876: Frankreich und Großbritannien übernehmen die Schuldenverwaltung von Ägypten, das seinen Staatsbankrott bekannt gibt.
- 1901: Der zweite Hay-Pauncefote-Vertrag mit Großbritannien sichert den USA die alleinigen Rechte am Panamakanal. Der Clayton-Bulwer-Vertrag von 1850 wird damit nichtig.
- 1903: In Washington D.C. wird der Hay-Bunau-Varilla-Vertrag zwischen den USA und Panama geschlossen, der den USA die Panamakanalzone samt Hoheitsrechten verschafft.

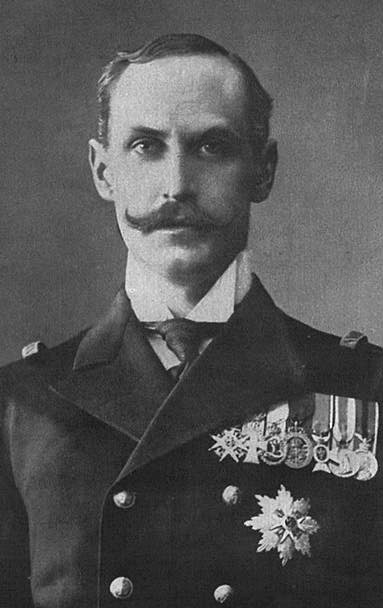
1905: Haakon VII.

- 1905: Nach Auflösung der Personalunion mit Schweden wählt das norwegische Storting Prinz Carl von Dänemark als Haakon VII. zum König.
- 1914: Die Erste Flandernschlacht im Ersten Weltkrieg, die am 20. Oktober begonnen hat, wird beendet.

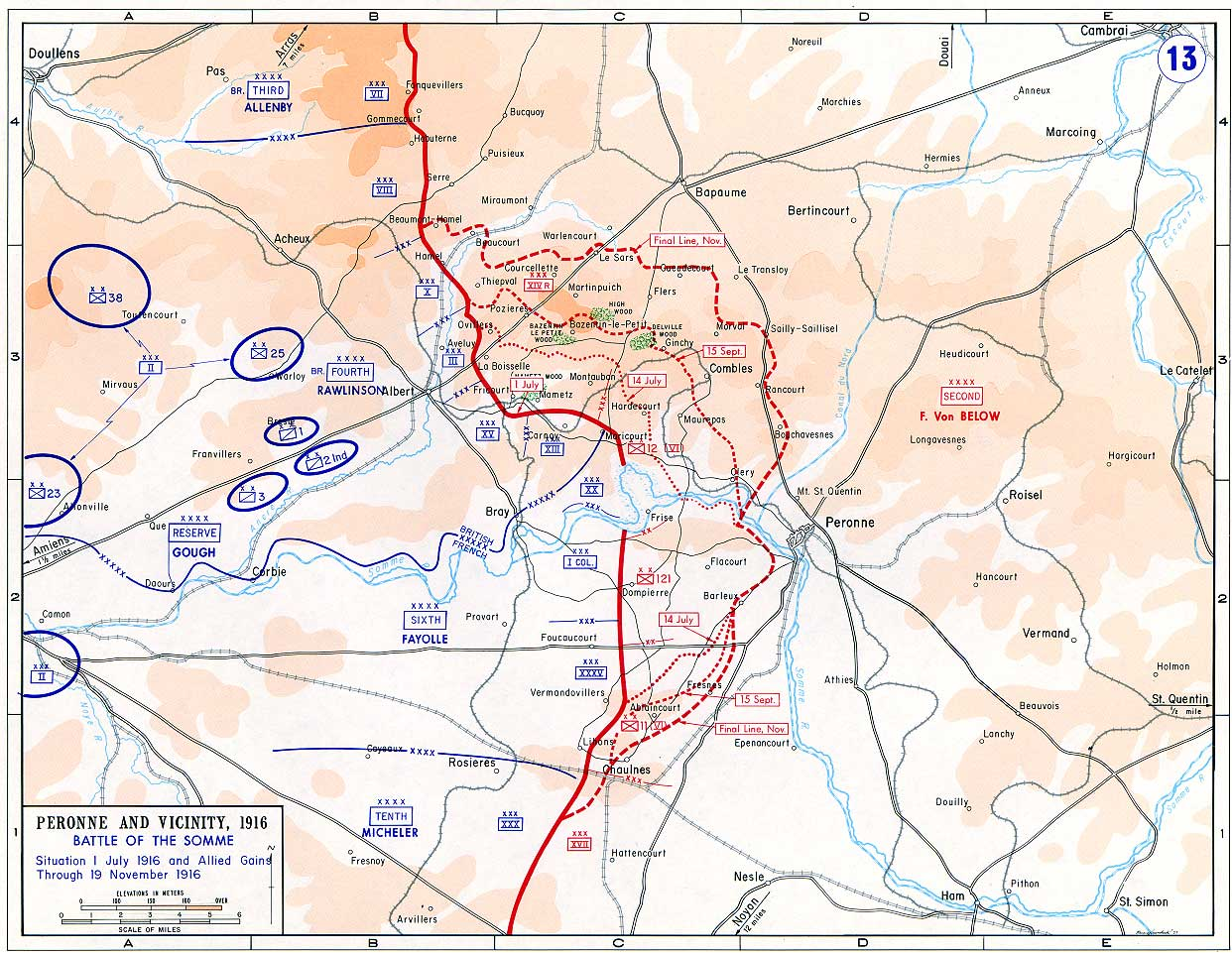
1916: Schlacht an der Somme

- 1916: Die Schlacht an der Somme, die verlustreichste Schlacht des Ersten Weltkriegs, endet unentschieden.
- 1916: Der Kauf von vermeintlichem Walfleisch aus Norwegen löst den Haakjöringsköd-Fall aus, der als Musterbeispiel für den juristischen Grundsatz falsa demonstratio non nocet gilt.
- 1918: Der Lettische Volksrat ruft die Unabhängigkeit Lettlands aus.
- 1919: Paul von Hindenburg gibt mit seiner Aussage vor dem öffentlich tagenden Untersuchungsausschuss der Nationalversammlung über die Ursachen der Niederlage im Ersten Weltkrieg der Dolchstoßlegende neue Nahrung.
- 1926: Die Dominions des British Empire werden als unabhängige Staaten anerkannt, was zur Bildung des Commonwealth of Nations führt.
- 1934: Richard Evelyn Byrd entdeckt vom Flugzeug aus den erloschenen Schildvulkan Mount Sidley in der Antarktis.
- 1943: Beginn der Luftschlacht um Berlin.
- 1962: Bei der Nationalratswahl in Österreich wird die ÖVP mit Bundeskanzler Alfons Gorbach stimmen- und mandatsstärkste Partei.
- 1974: 5000 Menschen kommen zur Beerdigung des RAF-Mitglieds Holger Meins in Hamburg-Stellingen.
- 1981: Zum Ende der zweiten Friedensdekade in der DDR werden Schwerter-zu-Pflugscharen-Aufnäher verteilt, die das Symbol auch außerhalb kirchlicher Kreise populär machen.
- 1983: Neun junge Georgier versuchen in der Tbilissier Flugzeugentführung vergeblich, in die Türkei zu fliehen.
- 1988: In der DDR wird die Auslieferung der sowjetischen Zeitschrift Sputnik unterbunden. Im Rahmen der sowjetischen Glasnost- und Perestroika-Politik werden der DDR-Führung unerwünschte Informationen in der Zeitschrift verbreitet.
- 1991: Die Jugoslawische Volksarmee und serbische Freischärlerverbände erobern die seit dem 2. Mai belagerte Stadt Vukovar im Kroatien-Krieg und beginnen sofort im Anschluss an die Schlacht um Vukovar mit ethnischen Säuberungen in der Stadt.
- 1996: Auf Nauru, der kleinsten Republik der Welt, gewinnt bei den Parlamentswahlen Bernard Dowiyogo gegen Lagumot Harris. Er beendet aufgrund der fortgesetzten französischen Atomtests auf dem Mururoa-Atoll auch gleich die diplomatischen Beziehungen zu Frankreich.
- 2001: Georgi Parwanow gewinnt die Wahlen und wird zum ersten Mal bulgarischer Präsident
- 2002: In Europas größter Plattenbausiedlung Berlin-Marzahn beginnt der Abriss des ersten Hochhauses aus DDR-Zeiten, das in den 1970er Jahren errichtet wurde.
- 2004: Die umgebildete EU-Kommission von Kommissionspräsident Barroso wird vom Europaparlament mehrheitlich gebilligt.
- 2021: Unter Verwendung neu freigegebener Verschlusssachen kommt unter anderem in Deutschland Oliver Stones Dokumentarfilm JFK Revisited – Die Wahrheit über den Mord an John F. Kennedy in die Kinos, der in den USA keinen Verleih fand.

### Wirtschaft
- 1996: Der erste Börsengang der Deutschen Telekom AG verfolgt einerseits das Ziel, die Eigenkapitalbasis der Gesellschaft zu verbessern, andererseits Leistungsfähigkeit und Bedeutung des Finanzplatzes Deutschland zu demonstrieren. Durch die Abgabe von rund 713,7 Mio. Aktien fließen der Telekom etwa 10 Mrd. Euro „frische Mittel“ zu.

### Wissenschaft und Technik
- 1865: Die erste Linie der Berliner Pneumatischen Depeschenbeförderung wird in Betrieb genommen.
- 1978: Das US-amerikanische Kampfflugzeug F-18 Hornet absolviert seinen Erstflug.
- 1994: Das Europäische Patentamt München erteilt ein Patent für eine in den USA entwickelte gentechnisch veränderte „Anti-Matsch-Tomate“.
- 2013: Die Raumsonde MAVEN, zur Erforschung der Atmosphäre des Planeten Mars, wird gestartet.

### Kultur
- 1659: Im Anschluss an die Tragödie Cinna von Pierre Corneille wird die Komödie Les Précieuses ridicules (Die lächerlichen Preziösen) von Molière mit großem Erfolg am Théâtre du Petit-Bourbon in Paris uraufgeführt.
- 1662: An der Hofburg in Wien erfolgt die Uraufführung des Dramas La Zenobia di Radamisto von Antonio Bertali.
- 1752: Im Château de Berny findet die Uraufführung der Oper Le Jaloux corrigé von Michel Blavet statt.
- 1867: Die Oper Helden (Orig.: Bogatyri) von Alexander Porfirjewitsch Borodin wird am Bolschoi-Theater in Moskau uraufgeführt.
- 1898: In Berlin findet die Uraufführung der musikalischen Tragödie Don Quixote von Wilhelm Kienzl statt.
- 1905: Am Apollo Theater in Berlin erfolgt die Uraufführung der Operette Prinzess Rosine von Paul Lincke.
- 1908: Die erste Ausgabe der deutsch-französischen Tageszeitung Osmanischer Lloyd erscheint in Konstantinopel.
- 1916: P. G. Wodehouse: In der US-amerikanischen Zeitung The Saturday Evening Post erscheint erstmals Jeeves übernimmt das Ruder, die Kurzgeschichte, die das erste Zusammentreffen von Bertie und Jeeves schildert.
- 1927: An der Hamburgischen Staatsoper wird die Oper La Campana sommersa (Die versunkene Glocke) von Ottorino Respighi uraufgeführt.
- 1928: In dem Zeichentrickfilm Steamboat Willie, einem der ersten mit Ton, hat Walt Disneys Micky Maus seinen ersten großen Auftritt.
- 1932: Am Leipziger Schauspielhaus wird Ödön von Horváths sozialkritisches Volksstück Kasimir und Karoline uraufgeführt.
- 1943: Der Roman Das Glasperlenspiel von Hermann Hesse wird veröffentlicht.
- 1959: In New York City hat der Film Ben Hur des Regisseurs William Wyler Premiere.
- 1985: In den Vereinigten Staaten wird der erste Comicstrip über Calvin und Hobbes veröffentlicht. Er macht seinen Zeichner Bill Watterson einem breiten Publikum bekannt.
- 1993: Für die Sendung MTV Unplugged spielt die Grunge-Band Nirvana ein Konzert in New York, das später auf CD veröffentlicht wird.
- 2011: Das Videospiel Minecraft wird veröffentlicht.

### Religion
- 1095: Die Synode von Clermont beginnt, die Papst Urban II. einberufen hat, um für eine striktere Einhaltung moralischer Werte, aber auch einen Kreuzzug zur Befreiung des Heiligen Landes zu werben.
- 1105: Der Erzpriester Maginus, vom römischen Adel als Gegenpapst zum amtierenden Paschalis II. gewählt, wird als Silvester IV. zum Papst geweiht und inthronisiert.
- 1302: Die nicht zuletzt aufgrund des Streits mit Philipp dem Schönen von Frankreich entstandene Bulle Unam Sanctam von Papst Bonifatius VIII., die den absoluten Autoritätsanspruch des Papstes in allen Glaubens- und weltlichen Fragen zu belegen versucht, wird datiert, möglicherweise aber erst im darauf folgenden Jahr veröffentlicht.
- 1523: Giulio de’ Medici wird vom Konklave zum Papst gewählt. Bei seiner Amtseinführung wird er den Namen Clemens VII. annehmen.

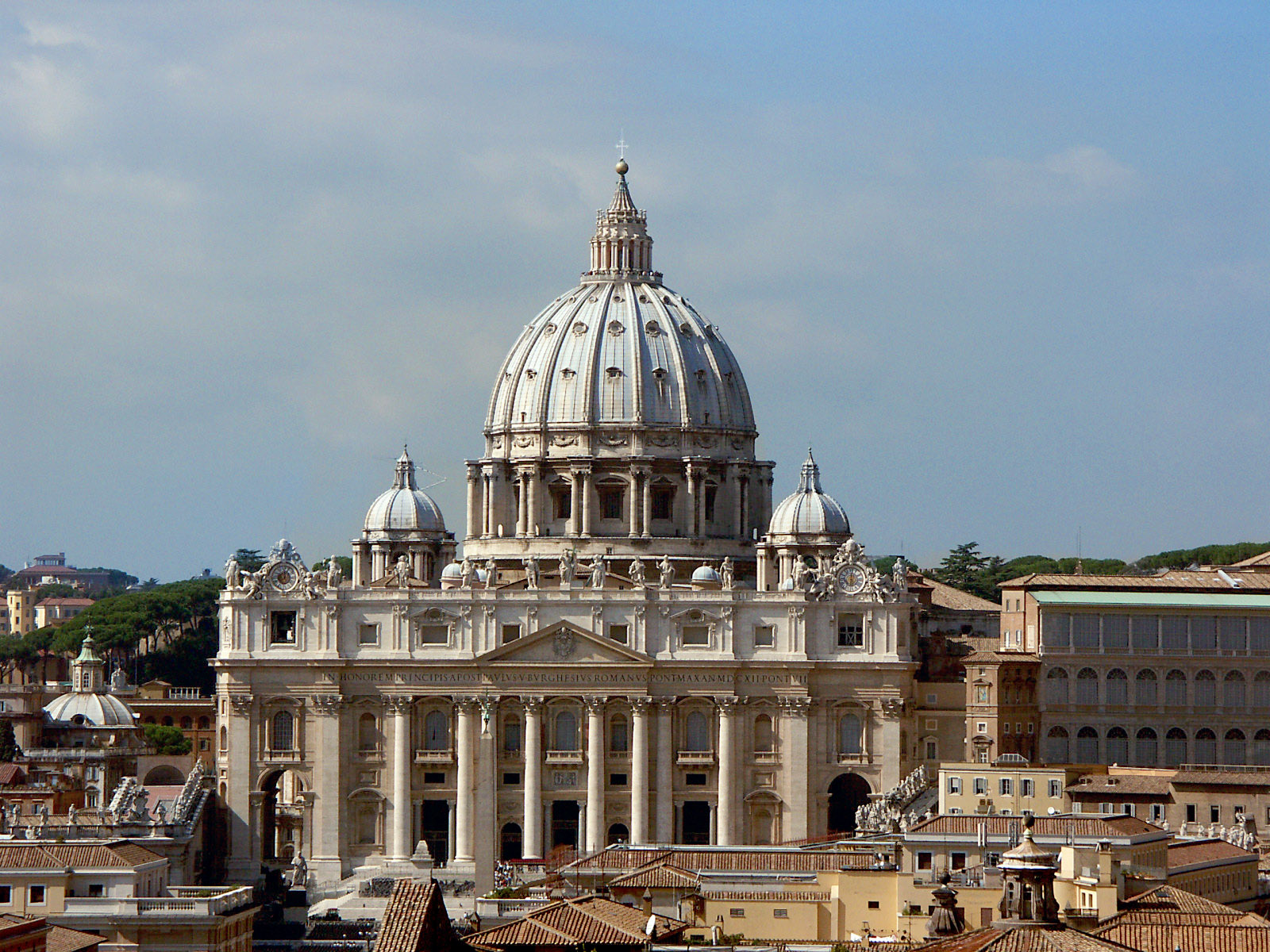
1626: Basilika St. Peter

- 1626: Der Petersdom in Rom wird von Papst Urban VIII. nach einer Bauzeit von 120 Jahren eingeweiht.
- 1893: In der veröffentlichten Enzyklika Providentissimus Deus bezieht mit Leo XIII. erstmals ein Papst zur Bibelwissenschaft Stellung.
- 1907: Im Motu Proprio Praestantia Scripturae verhängt Papst Pius X. die Strafe der Exkommunikation gegenüber Modernisten.
- 1926: Über die Verfolgung der Kirche in Mexiko empört sich Papst Pius XI. in der Enzyklika Iniquis afflictisque.
- 1965: Das Zweite Vatikanische Konzil beschließt das Dokument Dei Verbum, das von Papst Paul VI. im Anschluss feierlich promulgiert wird.
- 1965: Aufruf der polnischen Bischöfe an ihre deutschen Amtsbrüder zur Versöhnung.
- 1978: Im guyanischen Urwald kommt es im Nordwesten des Landes zur Massenselbsttötung von über 900 Anhängern der Peoples Temple Christian Church von Jim Jones.
- 1988: Erstmals wird mit Rita Waschbüsch eine Frau Vorsitzende des Zentralkomitees der deutschen Katholiken.

### Katastrophen
- 1421: Die Elisabethflut richtet große Schäden in der Gegend um Dordrecht und Rotterdam an. Tausende von Menschen – die Schätzungen reichen bis 10.000 – ertrinken. Das spätere Naturgebiet Biesbosch entsteht durch die Flut.
- 1905: An der bretonischen Küste rammt das britische Dampfschiff Hilda in einem Schneesturm vor der Insel Cézembre ein Riff und sinkt. 125 Menschen sterben.
- 1939: Der niederländische Ozeandampfer Simon Bolivar läuft bei Harwich in ein deutsches Minenfeld und sinkt nach zwei schweren Explosionen. 102 Menschen sterben.
- 1987: Im Londoner U-Bahnhof King’s Cross St. Pancras entfacht ein Streichholz einen Großbrand, bei dem 31 Menschen sterben und über 60 Menschen verletzt werden.

Kleinere Unglücksfälle sind in den Unterartikeln von Katastrophe und in der Liste von Katastrophen aufgeführt.

### Sport
- 1892: William Heffelfinger ist beim Spiel für die Allegheny Athletic Association gegen die rivalisierende Mannschaft der Pittsburg Athletic Association der erste American-Football-Spieler, der für die Teilnahme an einem Spiel ein Gehalt bezieht. Er erhält 500 Dollar und Reisespesen und gilt damit als erster Profi des American Football.
- 1970: Joe Frazier verteidigt seinen Boxweltmeistertitel im Schwergewicht gegen Bob Foster in der Cobo Arena, Detroit, durch KO.
- 1994: Roy Jones Jr. gewinnt die Boxweltmeisterschaft im Supermittelgewicht durch einen Sieg gegen James Toney.

Einträge von Leichtathletik-Weltrekorden befinden sich unter der jeweiligen Disziplin unter Leichtathletik.

## Geboren

### Vor dem 19. Jahrhundert
- 0709: Kōnin, Kaiser von Japan
- 1301: Catherine de Valois-Courtenay, Titularkaiserin von Konstantinopel, Regentin des Fürstentums Achaia
- 1417: Gallus Kemli, Benediktinermönch im Kloster St. Gallen
- 1425: Kunigunde von Sternberg, böhmische Adlige, Ehefrau Georgs von Podiebrad
- 1522: Lamoral Graf von Egmont, niederländischer Freiheitskämpfer
- 1527: Luca Cambiaso, italienischer Maler
- 1576: Philipp Ludwig II. von Hanau-Münzenberg, Graf von Hanau-Münzenberg
- 1584: Gaspar de Crayer, flämischer Maler
- 1586: Michail Wassiljewitsch Skopin-Schuiski, russischer Heerführer und Staatsmann
- 1600: Markus Otto, deutscher Jurist, Teilnehmer an den Verhandlungen zum Westfälischen Frieden
- 1611: Andreas Tscherning, deutscher Schriftsteller
- 1628: Eleonora Magdalena Gonzaga von Mantua-Nevers, dritte Ehefrau des römisch-deutschen Kaisers Ferdinand III.
- 1640: Willem de Vlamingh, niederländischer Seefahrer und Entdecker

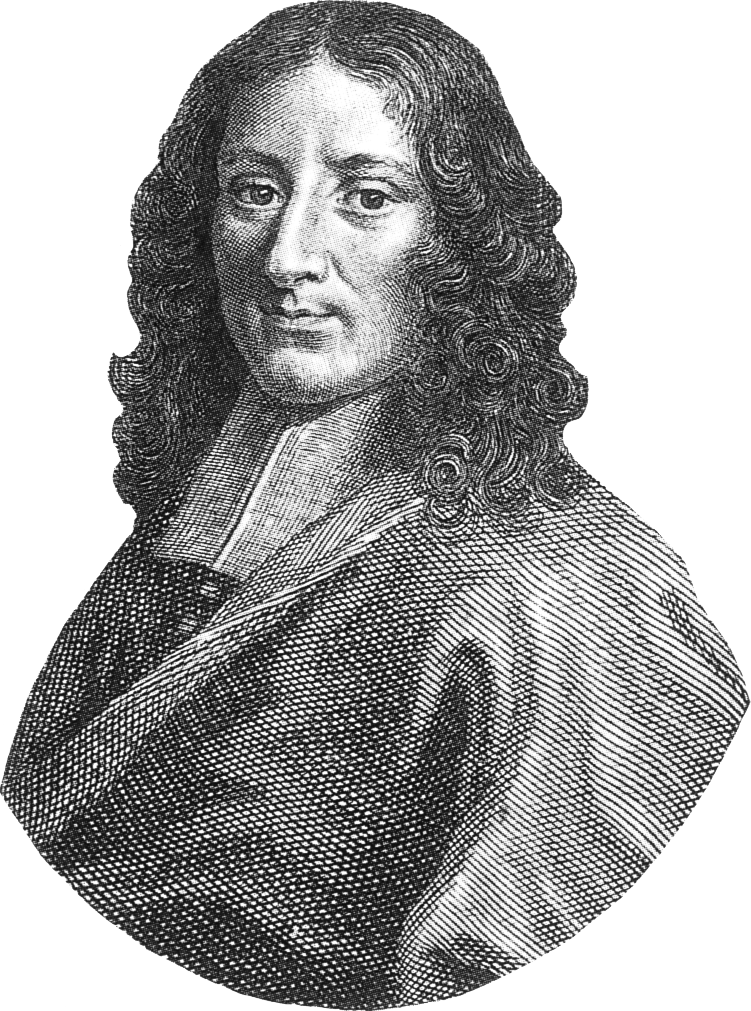
Pierre Bayle (* 1647)
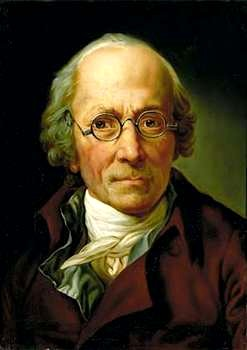
Anton Graff (* 1736)
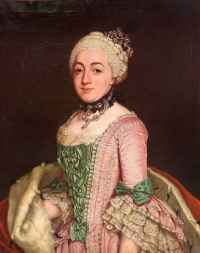
Maria Leopoldine von Anhalt-Dessau (* 1746)
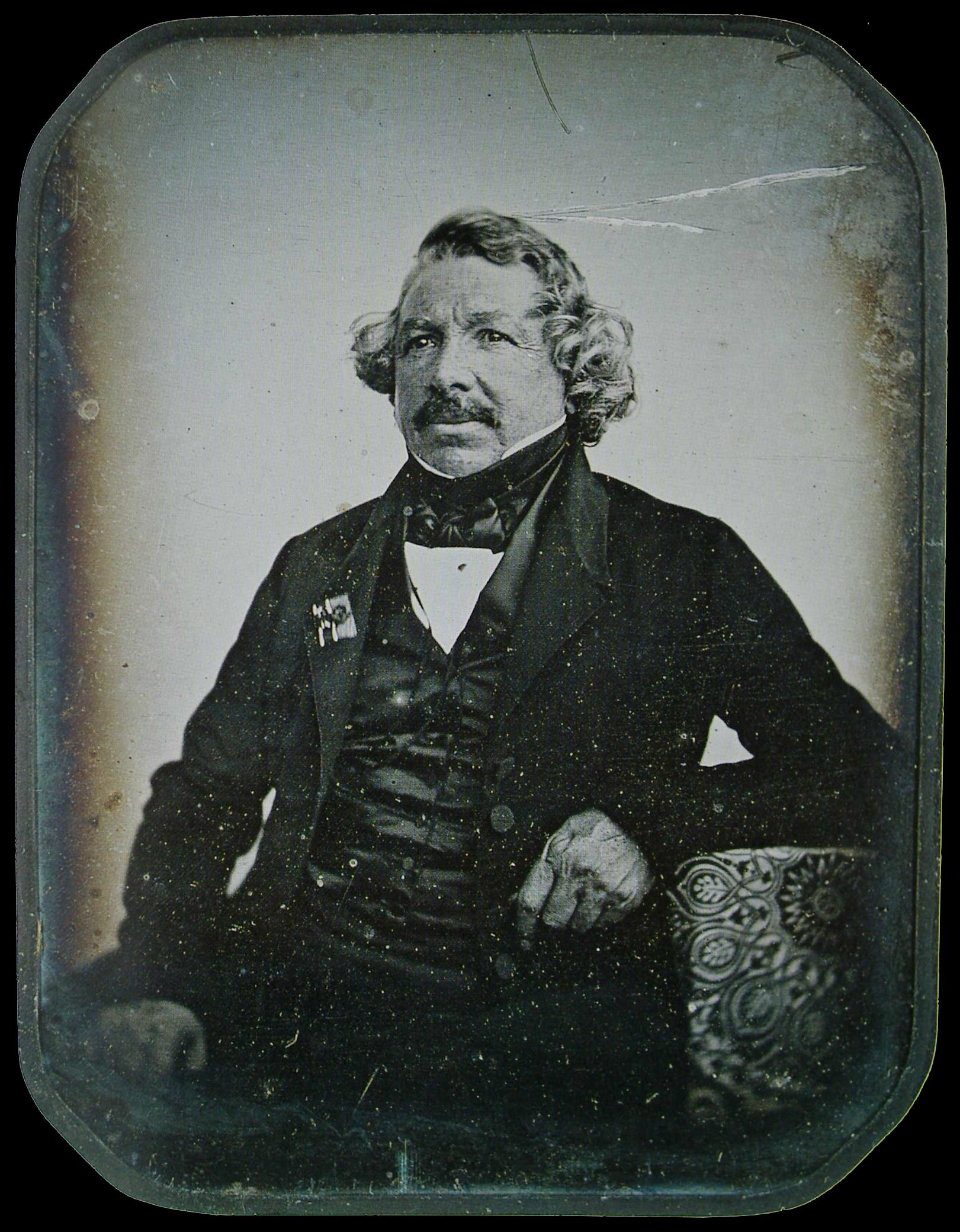
Louis Daguerre (* 1787)

- 1647: Pierre Bayle, französischer Philosoph
- 1652: Christfried Wächtler, deutscher Jurist und Polyhistor
- 1668: Friedrich Wilhelm, Herzog von Schleswig-Holstein-Sonderburg-Augustenburg
- 1677: Just Wiedewelt, dänischer Bildhauer
- 1699: Leonard Offerhaus, deutscher Historiker in den Niederlanden
- 1711: Franz Töpsl, deutscher Theologe
- 1716: Andreas Rehberger, deutscher evangelischer Geistlicher und Kirchenlieddichter
- 1724: Johannes Daniël van Lennep, niederländischer Philologe
- 1724: Johann Georg Schulthess, Schweizer Geistlicher
- 1725: Martin Knoller, österreichischer Freskomaler und Professor
- 1736: Carl Friedrich Christian Fasch, preußischer Musiker, Komponist, Musiklehrer und Chorleiter
- 1736: George Fordyce, schottischer Arzt und Chemiker
- 1736: Anton Graff, Schweizer Porträtmaler
- 1746: Maria Leopoldine von Anhalt-Dessau, Fürstin zur Lippe-Detmold
- 1750: Wolfgang Heribert von Dalberg, Beamter in Kurpfälzer und badischen Diensten, Intendant des Nationaltheaters in Mannheim
- 1754: Helene Charlotte von Friedland, brandenburgische Adlige und Gutsherrin
- 1768: Zacharias Werner, deutscher Dichter und Dramatiker
- 1769: August Christian Friedrich, Herzog von Anhalt-Köthen
- 1771: Friedrich Christian Heylmann, holsteinischer Architekt
- 1772: Louis Ferdinand von Preußen, preußischer Prinz, Feldherr, Komponist und Pianist
- 1773: Tokugawa Ienari, 11. Shōgun der Edo-Zeit in Japan
- 1775: Friedrich von Motz, preußischer Staatsmann, Finanzminister, Regierungspräsident
- 1785: David Wilkie, britischer Maler
- 1787: Louis Daguerre, französischer Maler und Pionier der Fotografie
- 1796: Karl Arnold-Obrist, Schweizer Geistlicher, Bischof von Basel

### 19. Jahrhundert

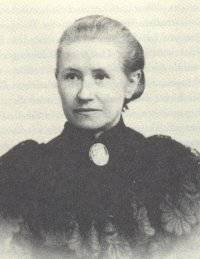
Eliška Krásnohorská (* 1847)

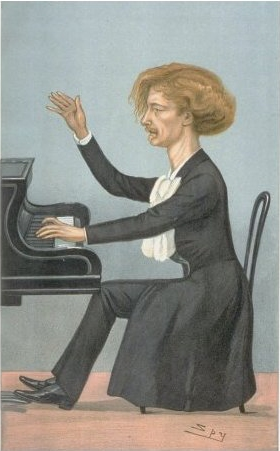
Ignacy Jan Paderewski (* 1860)

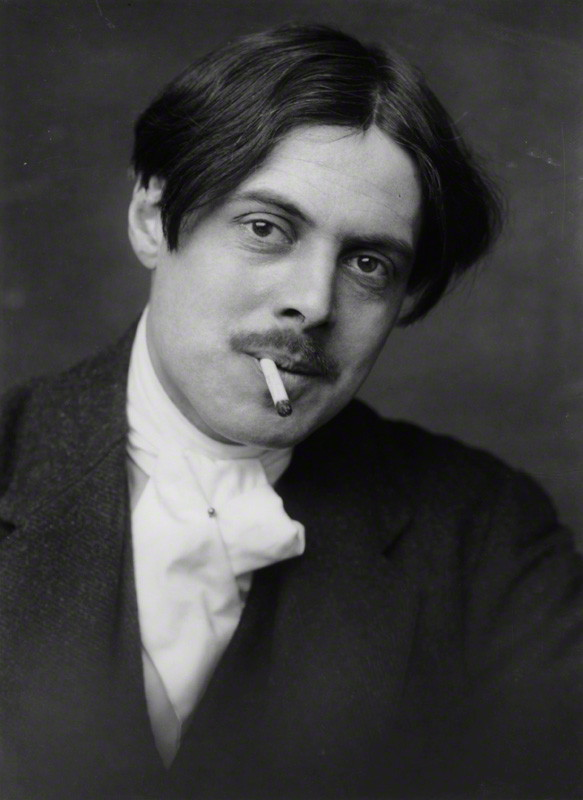
Wyndham Lewis (* 1882)

Basia Liebgold (* 1891)

- 1801: Thaddäus Eduard Gumprecht, deutscher Kaufmann, Geograph, Geologe und Hochschullehrer
- 1803: Lars Anton Anjou, schwedischer Kirchenhistoriker, Politiker und Geistlicher
- 1804: Karl Weigand, deutscher Germanist
- 1805: Carl Alexander Simon, deutscher Kunstmaler und Dichter
- 1812: Hermann Albert Daniel, deutscher Schriftsteller
- 1812: Jesse Johnson Finley, US-amerikanischer Politiker, Jurist und Brigadegeneral
- 1814: Antônio Francisco Lisboa, genannt Aleijadinho, brasilianischer Baumeister und Bildhauer
- 1819: Pierre Coullery, Schweizer Mediziner und Politiker
- 1820: James W. Abert, US-amerikanischer Ingenieuroffizier und Kartograf
- 1826ː Susan Tolman Mills, US-amerikanische Missionarin, Pädagogin und Mitbegründerin des Young Ladies Seminary in Benicia
- 1828: John Langdon Down, britischer Neurologe
- 1831: Johannes Bosscha, niederländischer Physiker
- 1831: Karl Rudolf Seyerlen, deutscher evangelischer Theologe
- 1832: Adolf Erik Nordenskiöld, schwedischer Polarforscher
- 1836: William S. Gilbert, britischer Dramatiker
- 1836: Máximo Gómez, kubanischer General der Unabhängigkeitskriege von 1868 bis 1898
- 1838: Karl Schäfer, deutscher Orgelbauer
- 1839: August Kundt, deutscher Physiker
- 1839: Emil von Škoda, böhmischer Ingenieur, Industrieller und Namensgeber des Maschinenbaukonzerns Škoda
- 1844: Albert Wangerin, deutscher Mathematiker
- 1847: Eliška Krásnohorská, tschechische Schriftstellerin
- 1847: Hermann von Tappeiner, österreichischer Mediziner und Pharmakologe
- 1849ː Helene Engelbrecht, deutsche Wohltäterin, Frauenrechtlerin und Gründerin mehrerer Wohlfahrtseinrichtungen
- 1857: Hermann Burchardt, deutscher Orientreisender und Fotograf
- 1857: Max von Gutmann, österreichischer Ingenieur und Unternehmer

- 1860: Ignacy Jan Paderewski, polnischer Pianist, Komponist und Politiker
- 1863: Richard Dehmel, deutscher Dichter und Schriftsteller
- 1864: Lucia von Gelder, deutsche Malerin
- 1874: Anna Mollwo, deutsche Malerin
- 1875: Adela Wilgocka, polnische Sängerin und Gesangspädagogin
- 1876ː Johanna Brandt, südafrikanische Schriftstellerin und Spionin
- 1876: Victor Hémery, französischer Automobilrennfahrer
- 1877: Arthur Cecil Pigou, britischer Ökonom
- 1878ː Helene von Nostitz, deutsche Schriftstellerin und Salonnière
- 1880: Paul Maas, deutscher Altphilologe
- 1881: Karl Gösta Åsbrink, schwedischer Sportler
- 1882: Édouard Brisson, französischer Autorennfahrer
- 1882: Amelita Galli-Curci, italienische Koloratursopranistin
- 1882: Wyndham Lewis, britischer Schriftsteller und Maler, Mitbegründer des Vortizismus
- 1887: Lucia Apicella, italienische Philanthropin
- 1887: Peter Christel Asmussen, deutscher Politiker
- 1887: Luigi Ferraris, italienischer Fußballspieler
- 1887: György Szebeny, ungarischer Ruderer
- 1887: Miklós Szebeny, ungarischer Ruderer
- 1887: Karl Wagler, sächsischer Stillleben- und Landschaftsmaler
- 1888: Georg Adlmüller, deutscher Architekt und Baubeamter
- 1889: Ernst von Leyser, deutscher General
- 1889: Hans Reimann, deutscher Schriftsteller, Dramatiker und Drehbuchautor
- 1891ː Basia Liebgold, polnisch-jüdische Schauspielerin, Opfer der Shoah
- 1891: Carla Stüwe, deutsche Fotografin
- 1895: Beulah Armstrong, US-amerikanische Mathematikerin
- 1895: Lindley Evans, australischer Pianist, Musikpädagoge und Komponist
- 1895: Ernst Levy, Schweizer Komponist, Pianist, Chorleiter, Musikpädagoge und Musikwissenschaftler
- 1896: César Pérez Sentenat, kubanischer Komponist
- 1897: Patrick Maynard Stuart Blackett, britischer Physiker, Nobelpreisträger
- 1898: Adrien D’Hondt, belgischer Ruderer
- 1900: Don Hartman, US-amerikanischer Komponist, Filmregisseur, Filmproduzent und Drehbuchautor
- 1900: Wanda Wermińska, polnische Opernsängerin

### 20. Jahrhundert

#### 1901–1925
- 1901: Laura Guggenbühl, US-amerikanische Mathematikerin und Hochschullehrerin
- 1902: Lillian Fuchs, US-amerikanische Bratschistin, Musikpädagogin und Komponistin
- 1903: Roland Anderson, US-amerikanischer Szenenbildner
- 1904: Mihai Antonescu, rumänischer Jurist und Politiker, Justiz- und Außenminister
- 1905: Lothar von Heinemann, deutscher General
- 1906: Sait Faik, türkischer Schriftsteller
- 1906: Alec Issigonis, britischer Automobilkonstrukteur (Austin Mini)

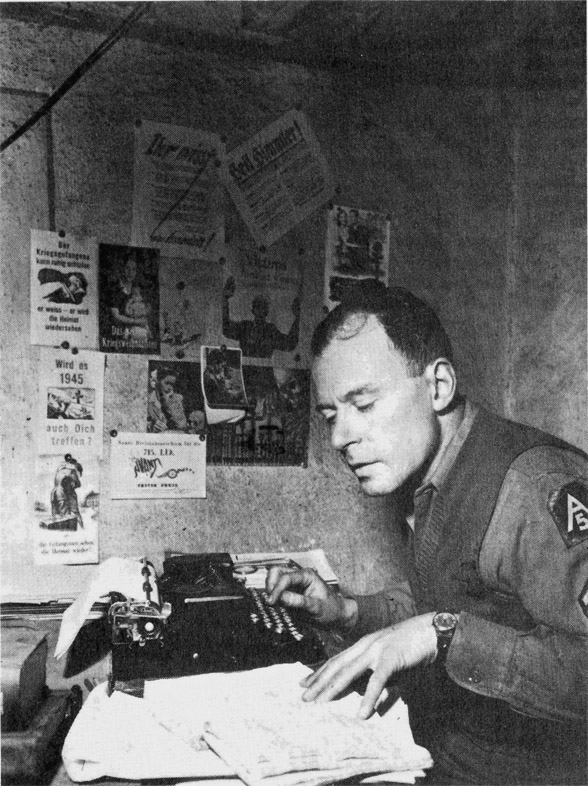
Klaus Mann (* 1906)

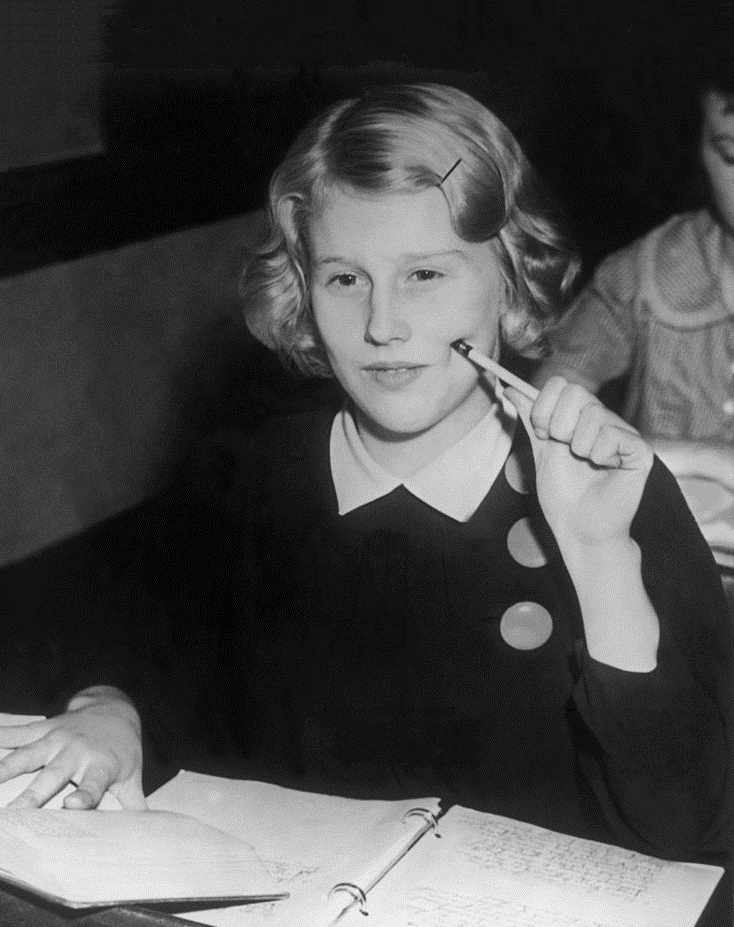
Marjorie Gestring (* 1922)

- 1906: Klaus Mann, deutsch-US-amerikanischer Schriftsteller
- 1906: Ōta Yōko, japanische Schriftstellerin
- 1906: Guido Wieland, österreichischer Schauspieler, Regisseur und Operettenbuffo
- 1907: Gustav Nezval, tschechischer Schauspieler
- 1907: Compay Segundo, kubanischer Musiker (Buena Vista Social Club)
- 1908: Hubert Ausböck, deutscher Boxer
- 1908ː Ella Lingens-Reiner, österreichische Ärztin, Juristin und Gerechte unter den Völkern
- 1909: Johnny Mercer, US-amerikanischer Sänger, Komponist und Songwriter
- 1909: Valdemar Söderholm, schwedischer Komponist
- 1910: Friedrich Weinreb, chassidischer Weiser, Erzähler und Schriftsteller
- 1911: Alfred Bauer, deutscher Jurist und Filmhistoriker, erster Leiter der Berlinale
- 1911: Attilio Bertolucci, italienischer Lyriker, Literaturkritiker und Übersetzer
- 1911: Pierre Bonnard, Schweizer evangelischer Geistlicher und Hochschullehrer
- 1911: Herbert Alois Kraus, österreichischer Journalist und Politiker
- 1912: Walter Schulz, deutscher Philosoph
- 1914: Alfred Abegg, Schweizer Politiker
- 1914: Anatols Imermanis, lettischer Schriftsteller
- 1915: Carlos Alberto Débole, argentinischer Dichter
- 1915: Voli Geiler, Schweizer Schauspielerin und Kabarettistin
- 1915: Alfred Nakache, französischer Schwimmer
- 1920: Mustafa Chalil, ägyptischer Politiker
- 1920: Louis Mennini, US-amerikanischer Komponist und Musikpädagoge
- 1921: Tschabua Amiredschibi, georgischer Schriftsteller
- 1921: Margrit Aust, österreichische Schauspielerin
- 1921: Lia Frank, russlanddeutsche jüdische Psychologin, Lehrerin, Schriftstellerin
- 1921: Daniele Paris, italienischer Dirigent und Komponist
- 1922: Marjorie Gestring, US-amerikanische Wasserspringerin
- 1923: Robert Graf, deutscher Schauspieler
- 1923: Alan Shepard, US-amerikanischer Astronaut, erster Amerikaner im Weltall
- 1924: Elfie Pertramer, deutsche Schauspielerin
- 1925: Gerd Bacher, österreichischer Journalist und ORF-Generalintendant
- 1925ː Gizella Farkas, ungarische Tischtennisspielerin, dreifache Weltmeisterin

#### 1926–1950

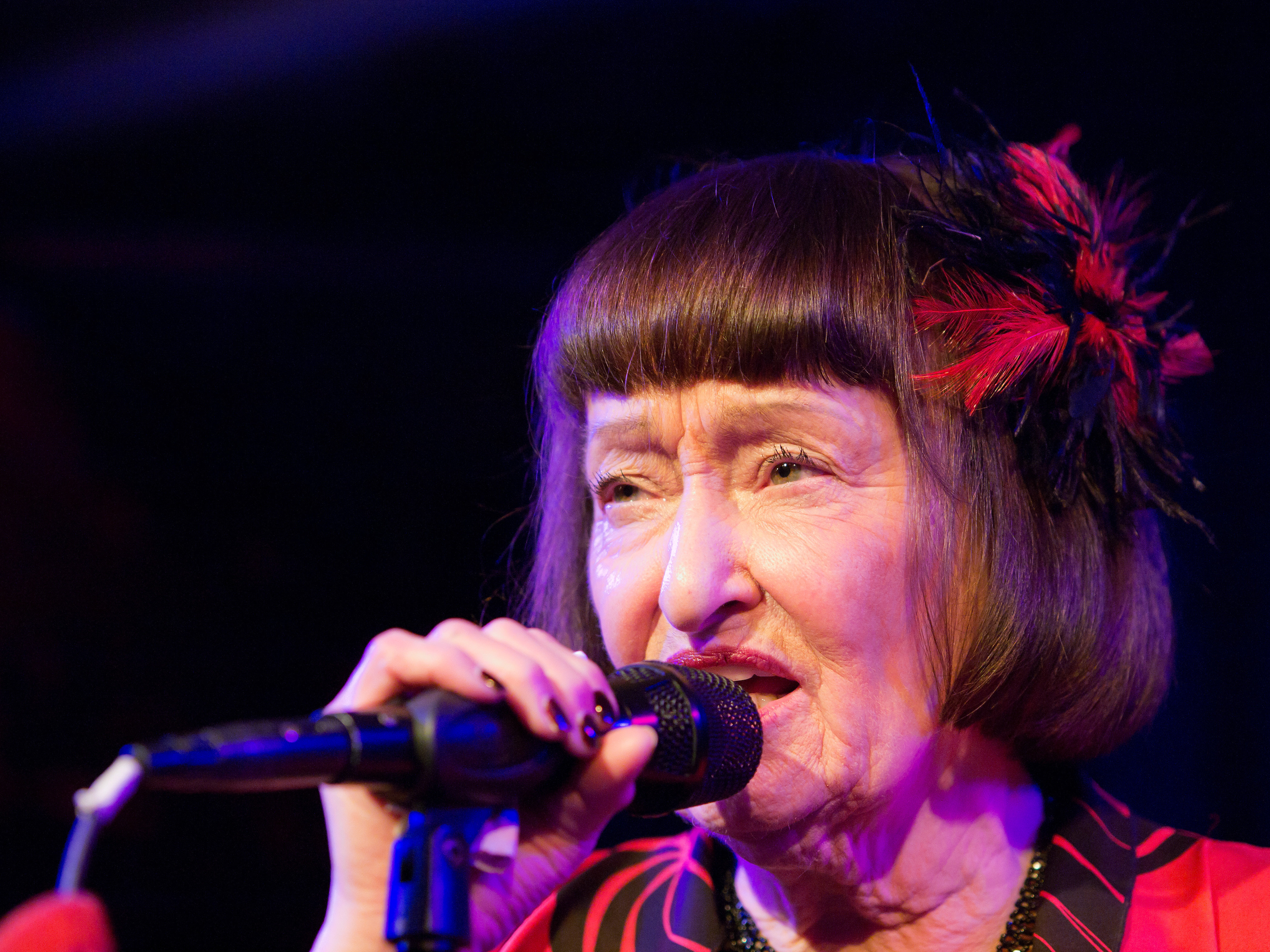
Sheila Jordan (* 1928)

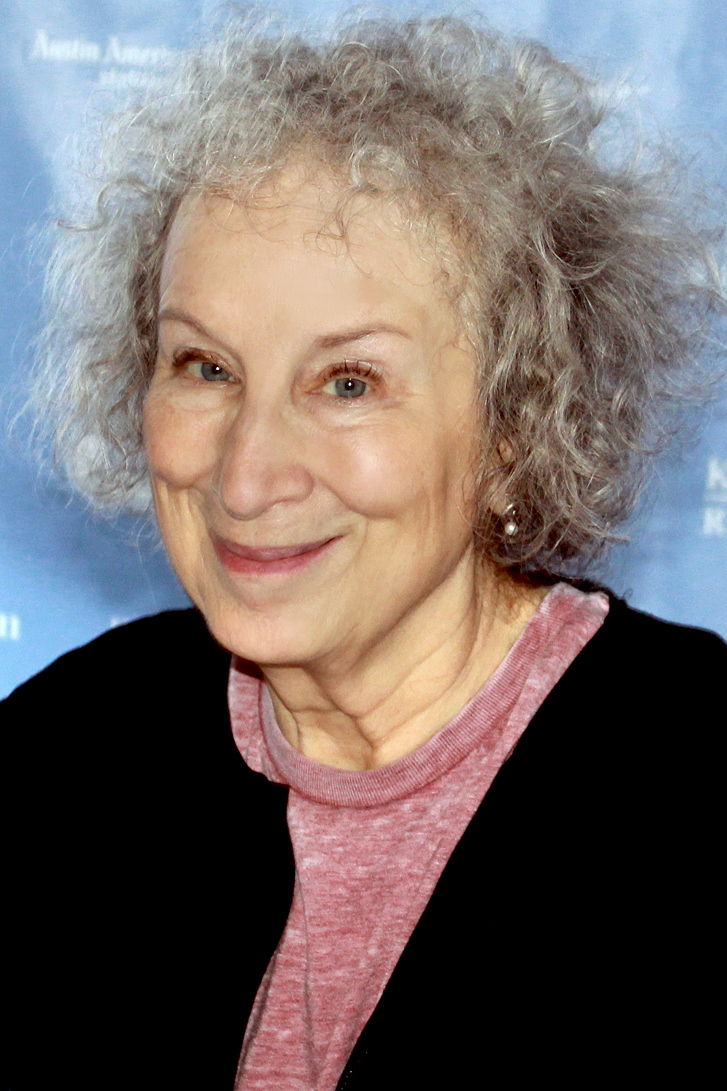
Margaret Atwood (* 1939)

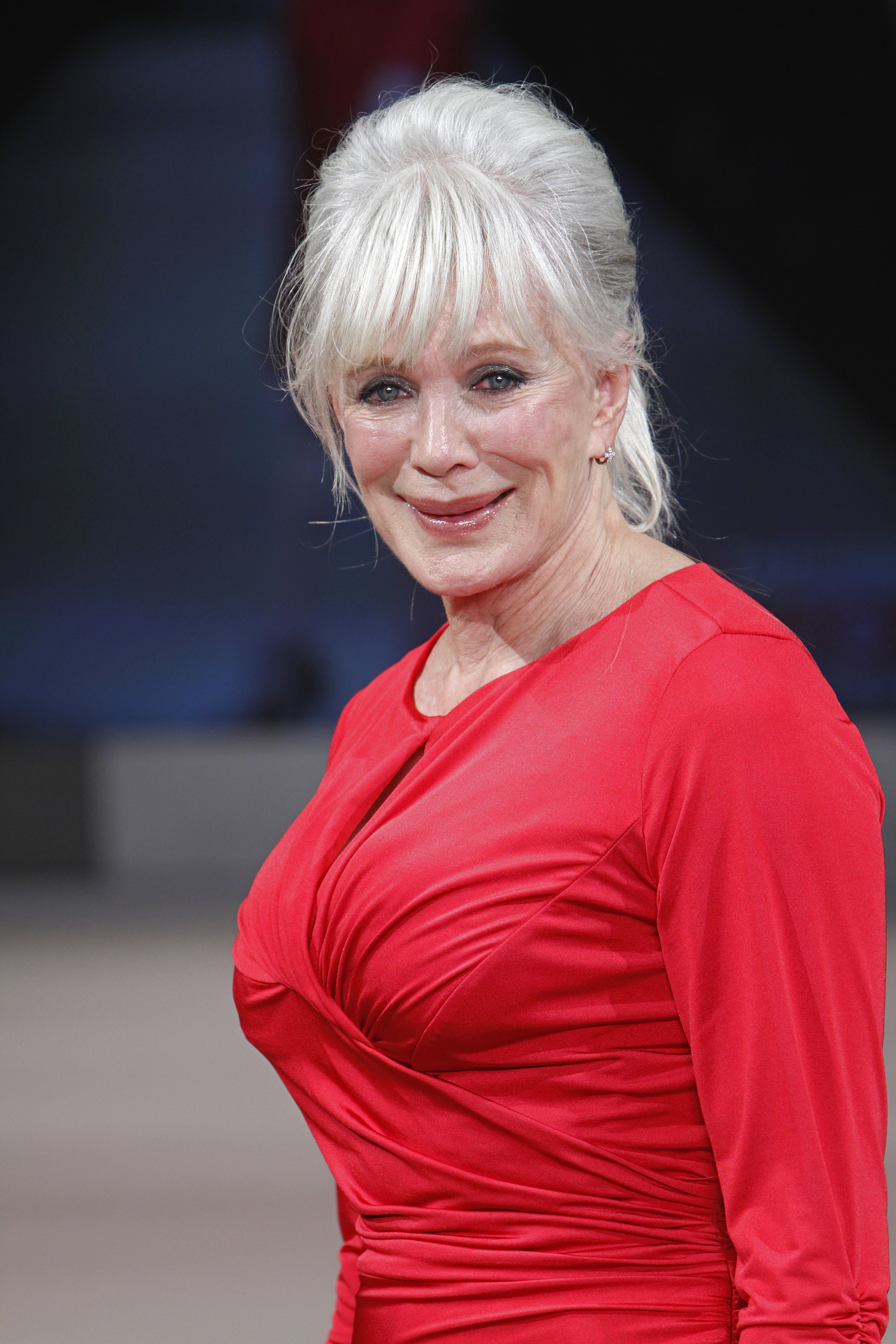
Linda Evans (* 1942)

- 1927: Liane Augustin, österreichische Sängerin, Diseuse, Schauspielerin und Synchronsprecherin
- 1927: Hank Ballard, US-amerikanischer Sänger und Songschreiber
- 1927: Carmen Delia Dipiní, puerto-ricanische Sängerin
- 1927: Klaus Poche, deutscher Schriftsteller, Drehbuchautor und Illustrator
- 1928: Sheila Jordan, US-amerikanische Jazz-Sängerin
- 1928: Rudolf Spengler, deutscher Handballspieler und Handballtrainer
- 1930: Jerzy Artysz, polnischer Sänger
- 1931: Francis Lacassin, französischer Journalist, Schriftsteller und Drehbuchautor
- 1931: Wolfgang Wickler, deutscher Verhaltensforscher
- 1932: Nasif Estéfano, argentinischer Autorennfahrer
- 1933: Wolfgang Krebs, deutscher Geologe und Hochschullehrer
- 1933: Charlotte Moorman, US-amerikanische Musikerin
- 1933: Mario Vallotto, italienischer Radrennfahrer
- 1934ː Sara Japhet, israelische Bibelwissenschaftlerin
- 1934: Vassilis Vassilikos, griechischer Schriftsteller
- 1935: Rudolf Bahro, deutscher Philosoph
- 1935: Alain Barrière französischer Sänger und Komponist
- 1936: Ennio Antonelli, italienischer Theologe, Erzbischof von Florenz, Kurienkardinal
- 1936: Heinz Bäni, Schweizer Fußballspieler
- 1936: Don Cherry, US-amerikanischer Musiker
- 1937: Ulrich Wildgruber, deutscher Schauspieler
- 1938: Karl Schranz, österreichischer Skirennläufer
- 1939: Margaret Atwood, kanadische Schriftstellerin
- 1939: Werner Gräber, deutscher Fußballspieler
- 1939: Amanda Lear, Sängerin, Malerin, Moderatorin, Autorin und Schauspielerin
- 1939: Tom Johnson, US-amerikanischer Komponist und Musikkritiker
- 1940: Alfonsas Andriuškevičius, litauischer Kunsthistoriker, Kunstkritiker und Schriftsteller
- 1940: Adriano Aprà, italienischer Autor und Filmkritiker
- 1940: Rainer Funke, deutscher Politiker, MdB
- 1940: Klauspeter Sachau, deutscher Literaturförderer, Literaturveranstalter, Verleger und Grafiker
- 1940: Qabus ibn Said, omanischer Sultan
- 1941: David Hemmings, britischer Schauspieler
- 1941: Klaus Hildebrand, deutscher Historiker

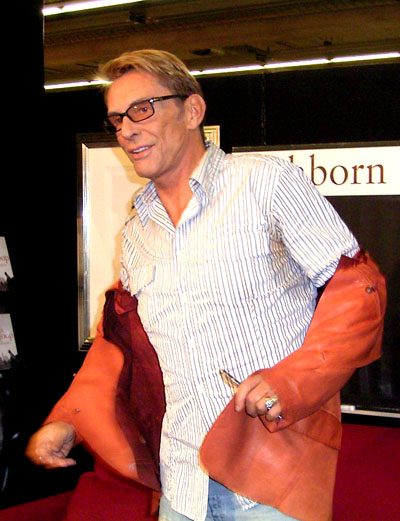
Wolfgang Joop (* 1944)

- 1942: Menno Aden, deutscher Rechtswissenschaftler und Rechtsanwalt
- 1942: Héctor Casanova, kubanischer Sänger und Komponist
- 1942: Linda Evans, US-amerikanische Schauspielerin
- 1942: Fernando Sandoval, brasilianischer Wasserballspieler
- 1943: Hans-Jürgen Döscher, deutscher Historiker
- 1943: Leonardo Sandri, argentinischer Kurienkardinal
- 1944: Ibrahim Böhme, deutscher Politiker, Mitbegründer der SDP/SPD in der DDR
- 1944: Wolfgang Joop, deutscher Modedesigner
- 1944ː Caroline Krook, schwedische Bischöfin von Stockholm
- 1945: Mahinda Rajapaksa, sri-lankischer Staatspräsident
- 1945: Mark Tushnet, US-amerikanischer Bürgerrechtler
- 1946: Alan Dean Foster, US-amerikanischer Science-Fiction-Autor
- 1946: Walter Greite, deutscher Jurist
- 1948: Ana Mendieta, US-amerikanische Performancekünstlerin
- 1948: Manfred Morgan, deutscher Schlagersänger, Komponist, Texter
- 1949: Carl Sture Mikael Andersson, schwedischer Eishockeyspieler
- 1949ː Tina McElroy Ansa, US-amerikanische Schriftstellerin, Journalistin und Hochschullehrerin
- 1949: Françoise Labrique, belgische Ägyptologin
- 1949: Herman Rarebell, deutscher Musiker
- 1949: Bonnie St. Claire niederländische Sängerin
- 1950: Rudy Sarzo, kubanisch-US-amerikanischer Metal-/Hard-Rock-Bassist

#### 1951–1975

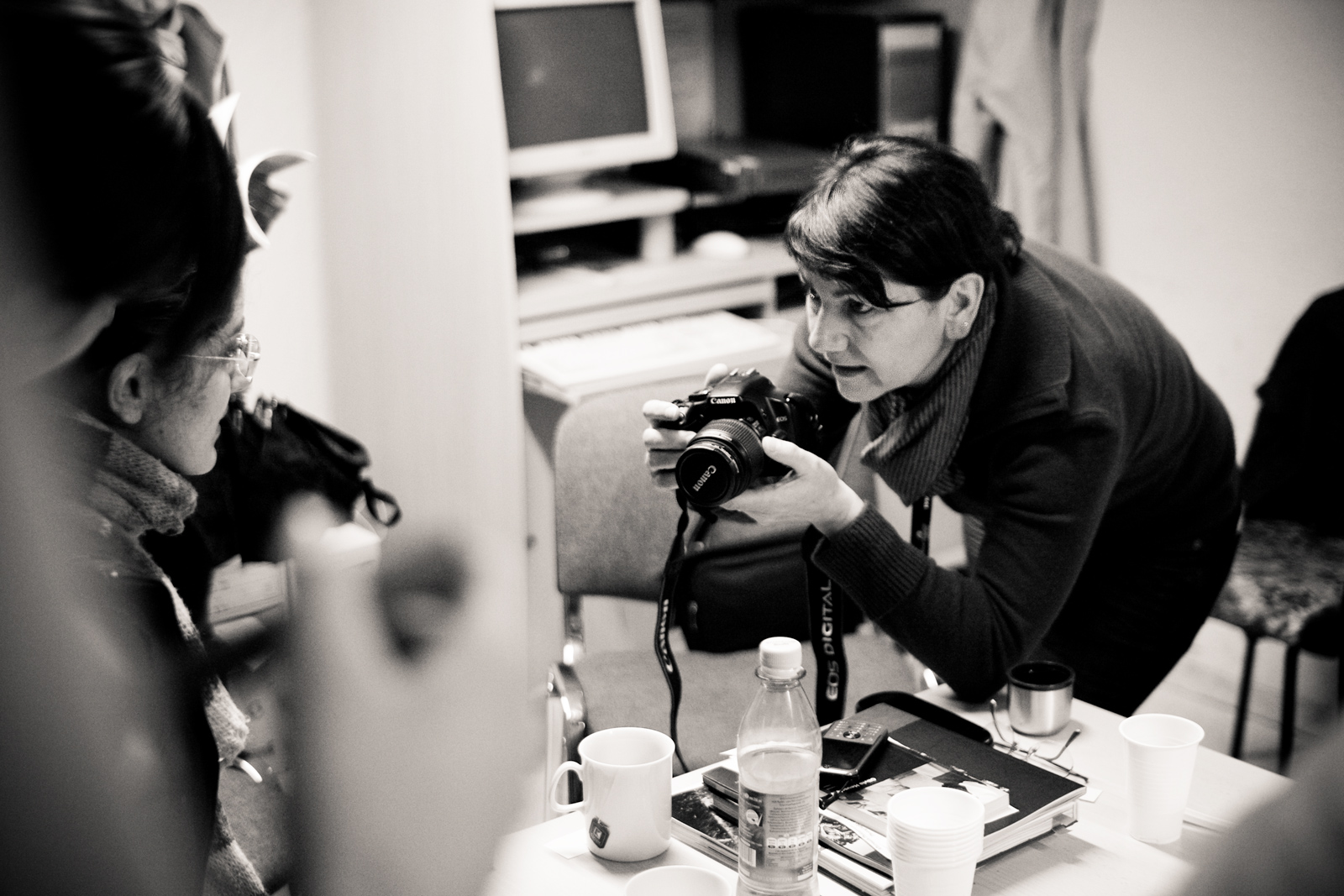
Olivia Heussler (* 1957)

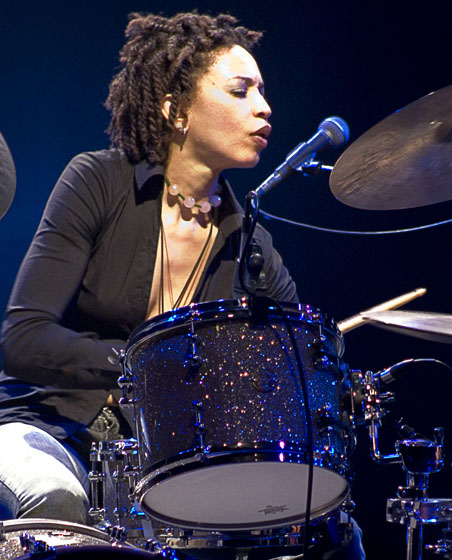
Cindy Blackman (* 1959)

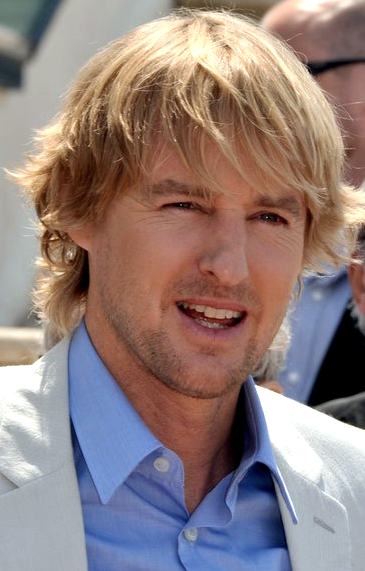
Owen Wilson (* 1968)

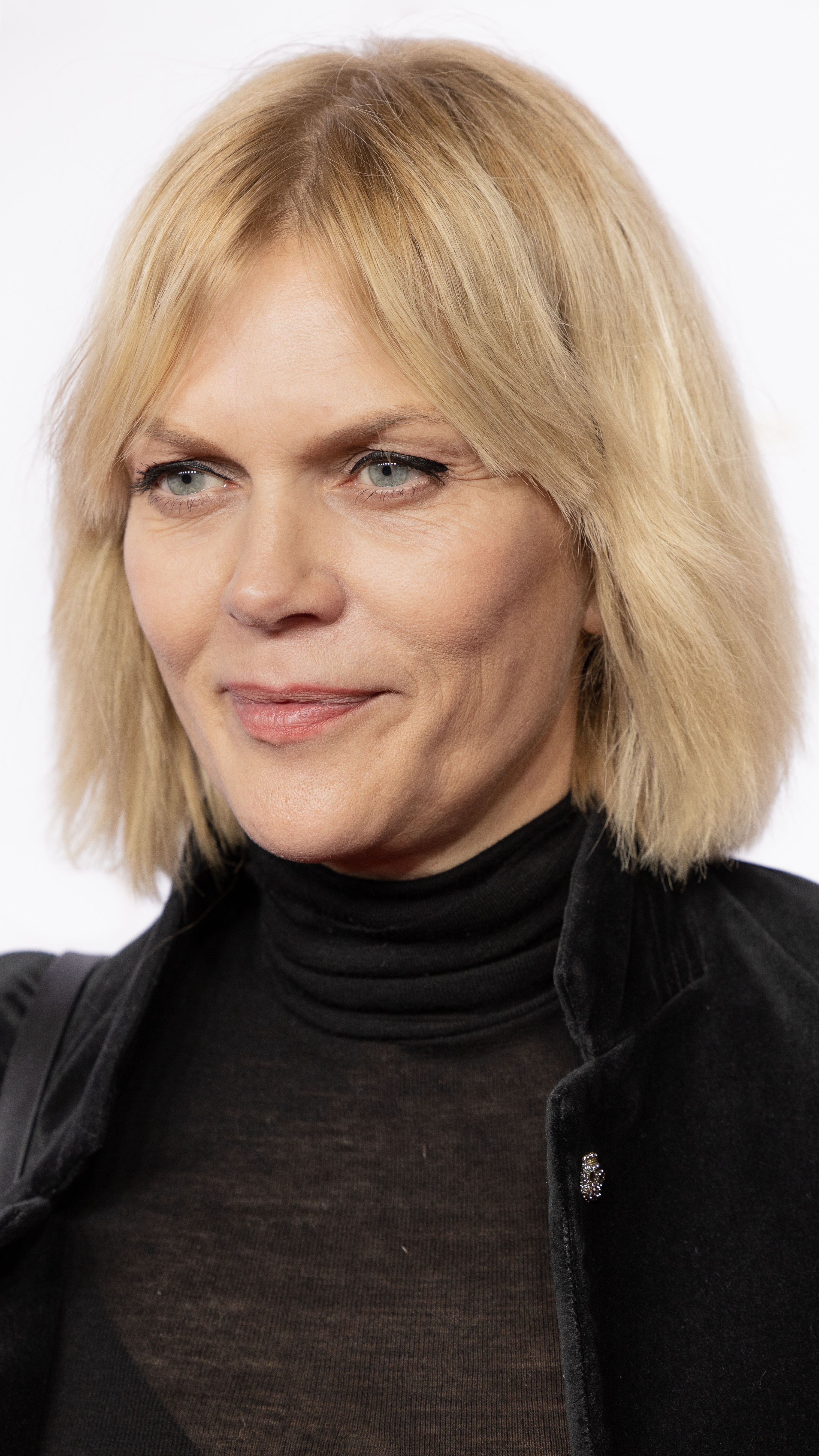
Anna Loos (* 1970)

- 1951: Alan Moon, britischer Spieleautor
- 1951: Klaus-Peter Schweizer, deutscher Musiker und Schlagersänger
- 1952: Willi Frommelt, liechtensteinischer Skirennfahrer
- 1952: Harald Konopka, deutscher Fußballspieler
- 1952: Karl-Georg Wellmann, deutscher Politiker, MdB
- 1952: Paul Wengert, deutscher Politiker, MdL
- 1953: Alan Moore, britischer Schriftsteller Comicautor
- 1953: Hartmut Volle, deutscher Schauspieler
- 1954: Christoph Wilhelm Aigner, österreichischer Schriftsteller und Übersetzer
- 1954: John Parr, britischer Sänger und Songschreiber
- 1954: Renate Franz, deutsche Journalistin und Autorin
- 1955: Sandro R. Müller, deutscher Organist
- 1957: Marie Colbin, österreichische Schauspielerin
- 1957: Olivia Heussler, Schweizer Künstlerin, Video- und Fotojournalistin, Agenturengründerin
- 1957: Andreas Schilling, deutscher Komponist, Filmkomponist und Kontrabassist
- 1958: Robert Dill-Bundi, Schweizer Radsportler
- 1958: Sergejus Jermakovas, litauischer Billardspieler
- 1958: David Unterhalter, südafrikanischer Richter, Hochschullehrer und Mitglied des Appellate Body der WTO
- 1958: Shirley Strong, britische Leichtathletin
- 1959: Cindy Blackman, US-amerikanische Jazz-Schlagzeugerin
- 1959: Waleed al-Jasem Mubarak, kuwaitischer Fußballspieler
- 1959: Ulrich Noethen, deutscher Schauspieler
- 1959: Karla Faye Tucker, US-amerikanische Doppelmörderin
- 1960: Gabriele Arenberger, österreichische Politikerin
- 1960: Elizabeth Perkins, US-amerikanische Schauspielerin
- 1960: Conny Restle, deutsche Musikwissenschaftlerin und Museumsdirektorin
- 1960: Kim Wilde, britische Sängerin und Songschreiberin
- 1961: John Andersen, dänischer Fußballspieler
- 1961: Betty Legler, Schweizer Sängerin und Songschreiberin
- 1962: Kirk Hammett, US-amerikanischer Leadgitarrist (Metallica)
- 1963: Peter Schmeichel, dänischer Fußballspieler
- 1963: Carola Wolle, deutsche Politikerin
- 1964: Daniel Aceves Villagran, mexikanischer Ringer
- 1964: Jan-Friedrich Conrad, deutscher Komponist, Publizist und Heilpraktiker für Psychotherapie
- 1964: Peter Segler, deutscher Schriftsteller, Herausgeber und Verleger
- 1965: Bernd Angerer, österreichischer Spezialeffekt-Animator
- 1965: Heinz Gröning, deutscher Kabarettist und Musiker
- 1965: Eckart von Klaeden, deutscher Politiker, MdB
- 1965: Oskar Slingerland, niederländischer Unternehmer und Autorennfahrer
- 1965: Michael Wagner, deutscher Biologe
- 1966: Charlotte Laurier, kanadische Schauspielerin
- 1966: LaVonna Martin, US-amerikanische Leichtathletin
- 1966: Marusha, deutsch-griechische DJ und Moderatorin, Musikproduzentin und Schauspielerin
- 1966: Markos Ghebremedhin, äthiopischer Bischof
- 1967: Jochen Bendel, deutscher Radio- und Fernsehmoderator
- 1967: Steffen Tippach, deutscher Politiker, MdB
- 1968: Guntram Franke, deutscher Kameramann
- 1968: Romany Malco, US-amerikanischer Schauspieler
- 1968: Alexander Wesselsky, deutscher Rocksänger (Eisbrecher) und Fernsehmoderator (Der Checker)
- 1968: Owen Wilson, US-amerikanischer Schauspieler
- 1969: Sam Cassell, US-amerikanischer Basketballspieler
- 1969: Duncan Sheik, US-amerikanischer Singer-Songwriter und Gitarrist
- 1970: Anna Loos, deutsche Schauspielerin und Sängerin
- 1970: Peta Wilson, australische Schauspielerin
- 1971: Ilka Bessin, deutsche Stand-up-Komikerin (Cindy aus Marzahn)
- 1971: Tom Reed, US-amerikanischer Politiker
- 1972: Darren Penhall, englischer Dartspieler
- 1972: Andrea Zinsli, Schweizer Skirennfahrer
- 1973: Sammi Adjei, ghanaischer Fußballspieler
- 1973: Darko Kovačević, serbischer Fußballspieler
- 1974: Sven Felski, deutscher Eishockeyspieler
- 1974: Chloë Sevigny, US-amerikanische Schauspielerin
- 1974: Petter Solberg, norwegischer Rallyefahrer
- 1975: Lucy Akhurst, britische Schauspielerin, Regisseurin und Filmproduzentin
- 1975: Altin Lala, albanischer Fußballspieler
- 1975: Anthony McPartlin, britischer Moderator
- 1975: Kristian Poulsen, dänischer Automobilrennfahrer
- 1975: Alecs Recher, Schweizer Politiker

#### 1976–2000

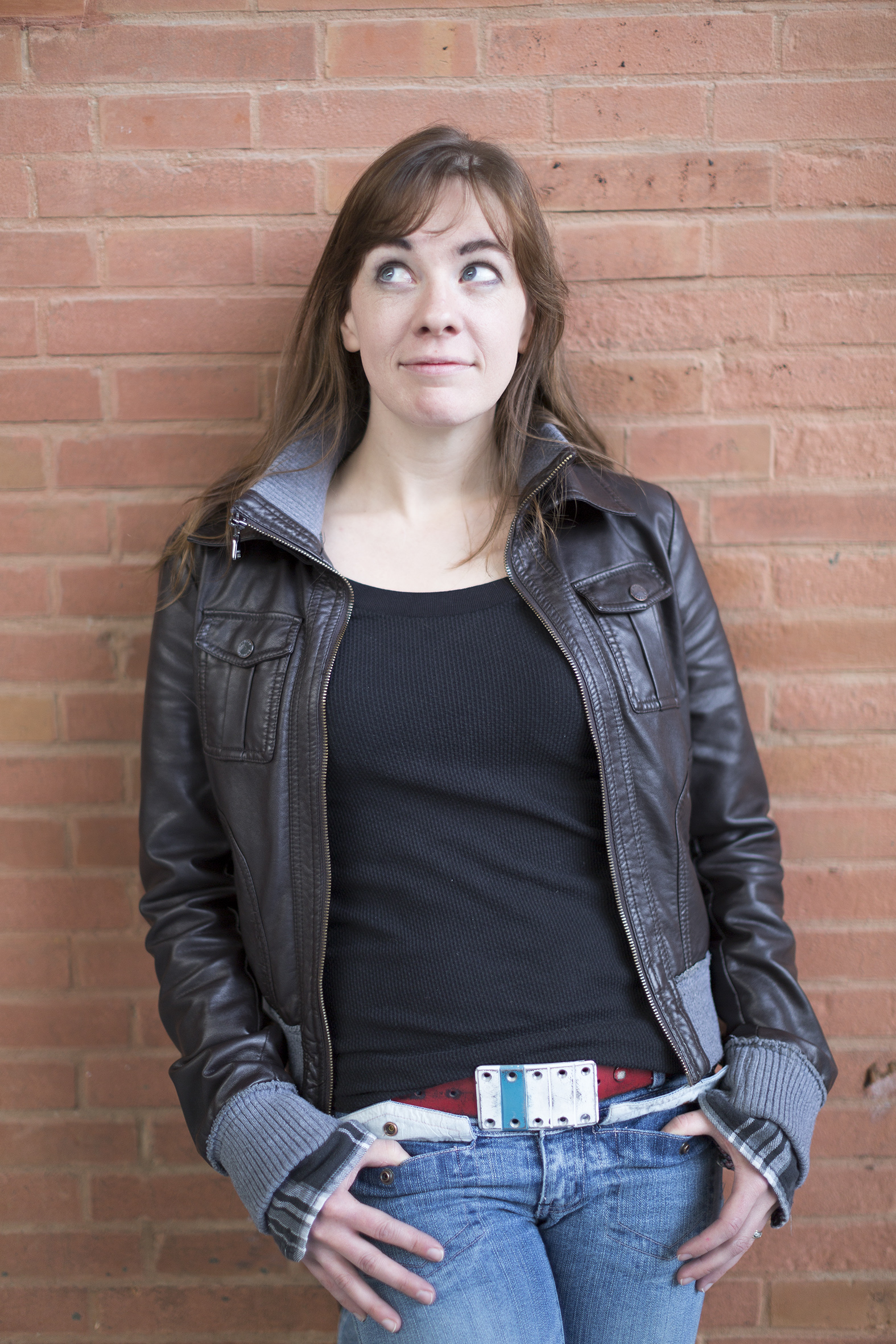
Maggie Stiefvater (* 1981)

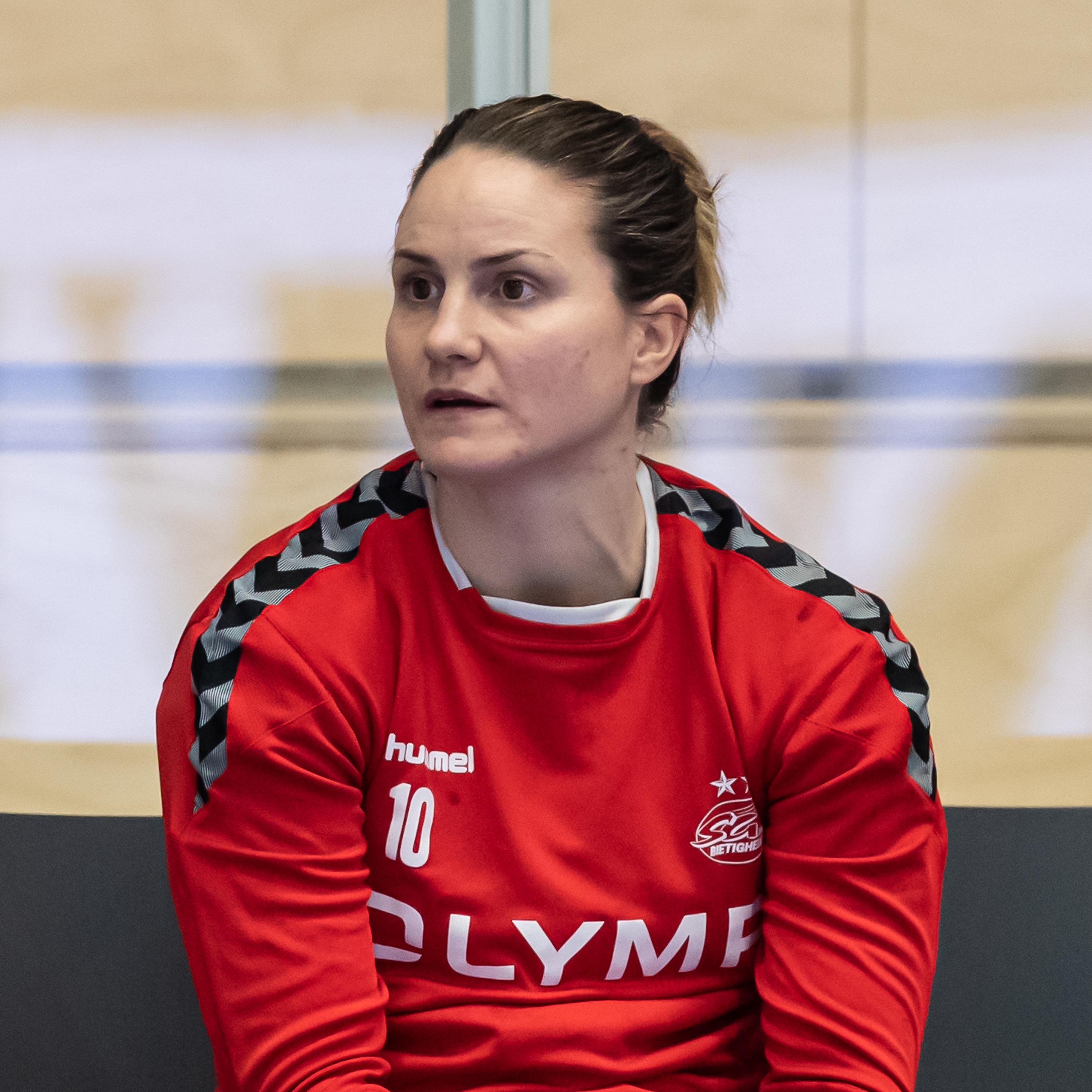
Anna Loerper (* 1984)

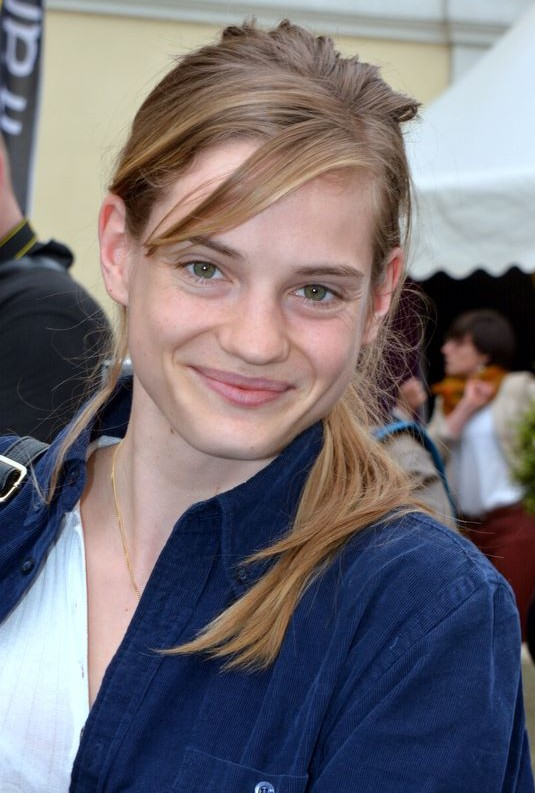
Noémie Schmidt (* 1990)

- 1976: Vincent Assmann, deutscher Filmeditor
- 1976: Sage Francis, US-amerikanischer Rapper
- 1976: Patrick Glöckner, deutscher Fußballspieler und -trainer
- 1976: Tina Landgraf, deutsche Schauspielerin
- 1976: Matt Welsh, australischer Schwimmer
- 1976: Stian Tomt Thoresen, norwegischer Sänger (Dimmu Borgir)
- 1977: Arne Landgraf, ehemaliger deutscher Ruderer und Gymnasiallehrer
- 1977: Fabolous, US-amerikanischer Rapper
- 1977: Heiko Grimm, deutscher Handballspieler
- 1977: Deiniol Jones, walisischer Rugbyspieler
- 1978: Grover Gibson, US-amerikanischer Fußballspieler
- 1978: Shaham Joyce, US-amerikanischer Popsänger
- 1978: Andris Nelsons, lettischer Dirigent
- 1978: Julia Stähler, deutsche Physikerin
- 1980: Christian Zeitz, deutscher Handballspieler
- 1981: Christina Vidal, US-amerikanische Schauspielerin
- 1981: Maggie Stiefvater, US-amerikanische Autorin
- 1982: Gracia Baur, deutsche Popsängerin
- 1982: Freyr Alexandersson, isländischer Fußballspieler und -trainer
- 1983: Nagmeh Alaei, deutsche Schauspielerin
- 1983: Michael Dawson, englischer Fußballspieler
- 1984: François Bourque, kanadischer Skirennläufer
- 1984: Anna Loerper, deutsche Handballspielerin
- 1984: Sabin Tambrea, deutscher Schauspieler
- 1985: Melanie Behringer, deutsche Fußballspielerin
- 1985: Allyson Felix, US-amerikanische Leichtathletin
- 1985: Max Hemmersdorfer, deutscher Schauspieler
- 1986: Elim Chan, Dirigentin
- 1986: Georgia King, schottische Schauspielerin
- 1987: Jacob Allen Abel, US-amerikanischer Schauspieler
- 1988: Max Buskohl, deutscher Sänger
- 1988: Andreas Niederquell, deutscher Fußballspieler
- 1989: Nathan Michael Elasi, australischer Fußballspieler
- 1989: Reeps One, englischer Beatboxer, Webvideoproduzent, Komponist und Künstler
- 1990: Bálint Bajner, ungarischer Fußballspieler
- 1990: Paul Hofer, österreichischer Fußballspieler
- 1990: Noémie Schmidt, Schweizer Schauspielerin
- 1991: Nikias Arndt, deutscher Bahn- und Straßenradrennfahrer
- 1992: Apti Chamsatowitsch Auchadow, russischer Gewichtheber
- 1992: Emanuel Buchmann, deutscher Radrennfahrer
- 1992: Nathan Kress, US-amerikanischer Schauspieler
- 1992: Steven Skrzybski, deutscher Fußballspieler

### 21. Jahrhundert
- 2001: Jan Olschowsky, deutscher Fußballtorhüter

## Gestorben

### Vor dem 19. Jahrhundert

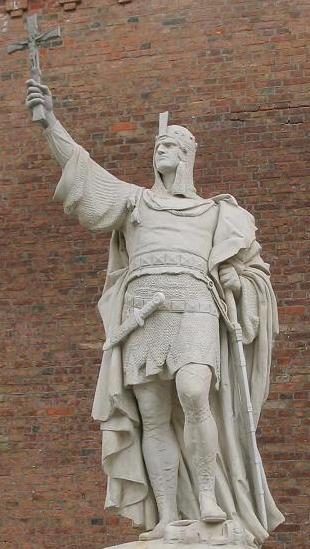
Albrecht der Bär († 1170)
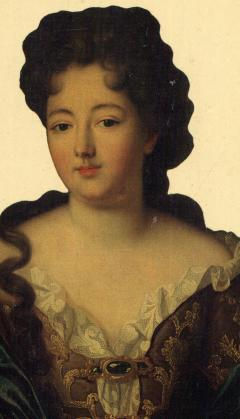
Jeanne Baptiste d’Albert de Luynes († 1736)
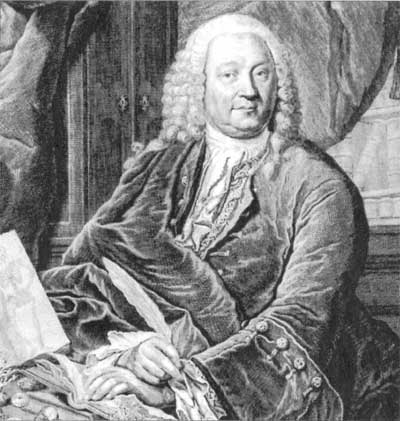
Abraham Vater († 1751)
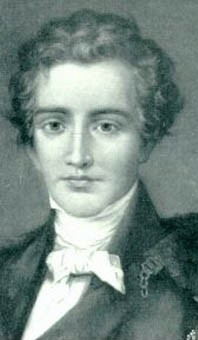
Wilhelm Hauff († 1827)
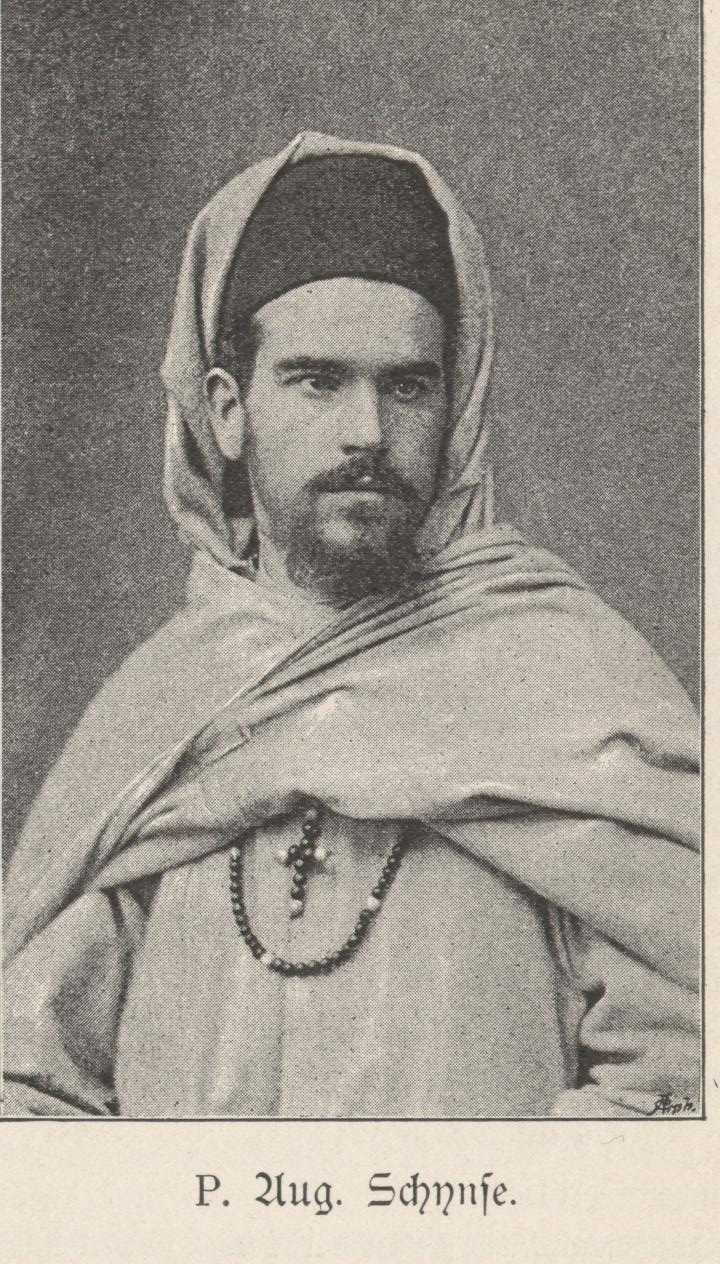
August Wilhelm Schynse († 1891)

- 0857: Madalbertus, Abt des Klosters Megingaudshausen
- 0901: Adelheid von Friaul, westfränkische Königin
- 0942: Odo von Cluny, Abt der Benediktinerabtei Cluny und Klosterreformer
- 0993: Arnulf, Graf von Holland
- 1052: Aaron von St. Martin in Köln, Benediktinerabt und Musiktheoretiker
- 1154: Adelheid von Savoyen, Königin von Frankreich
- 1170: Albrecht der Bär, Markgraf von Brandenburg
- 1184: Jocelin de Bohun, Bischof von Salisbury (* zwischen 1105 und 1110)
- 1189: Wilhelm II., König von Sizilien
- 1269: Widukind von Waldeck, Bischof von Osnabrück
- 1306: Giselbert von Brunkhorst, Erzbischof von Bremen
- 1329: Alberghetto II. Manfredi, italienischer Adeliger und Herr von Faenza und Imola
- 1330: Werner von Orseln, Hochmeister des Deutschen Ordens
- 1331: Wilhelm I., Graf von Katzenelnbogen
- 1349: Friedrich der Ernsthafte, Markgraf von Meißen und Landgraf von Thüringen
- 1427: Johann Bantzkow, deutscher Kaufmann, Bürgermeister der Hansestadt Wismar
- 1439: Agnes II. von Braunschweig-Grubenhagen, Äbtissin des Stiftes Gandersheim
- 1439: Anna, Gräfin von Veldenz
- 1463: Johann IV., Herzog von Bayern-München
- 1472: Bessarion, byzantinischer Humanist
- 1482: Gedik Ahmed Pascha, Großwesir des Osmanischen Reiches
- 1507: Rudolf von Erlach, Schultheiss von Bern
- 1535: Piero de Ponte, Großmeister des Malteserordens
- 1559: Erasmus Sarcerius, deutscher lutherischer Theologe und Reformator
- 1575: Johannes Aurifaber, deutscher Theologe
- 1577: Sebastian Schertlin von Burtenbach, deutscher Landsknechtsführer
- 1590: George Talbot, 6. Earl of Shrewsbury, englischer Adeliger und Wächter von Maria Stuart
- 1626: Georg Erasmus von Tschernembl, Calvinist und Wortführer der Stände in Oberösterreich ob der Enns
- 1630: Rambold XIII. von Collalto, General unter Kaiser Ferdinand II.
- 1657: Otto zur Lippe-Brake, Graf zur Lippe-Brake
- 1664: Nikolaus Zrinski, Ban von Kroatien, kaiserlicher Feldherr und kroatischer Dichter
- 1678: Giovanni Maria Bononcini, italienischer Violinist und Komponist
- 1683: Louis de Bourbon, Graf von Vermandois, unehelicher Sohn Ludwigs XIV.
- 1688: Matthias Wasmuth, deutscher Orientalist und lutherischer Theologe
- 1692: Robert Holmes, englischer Admiral
- 1705: Elie Merlat, französischer evangelischer Geistlicher und Hochschullehrer
- 1711: Johann Sigmund von Kuenburg, Fürstbischof von Lavant und Fürstbischof von Chiemsee
- 1720: Kaspar Waldmann, Tiroler Maler
- 1724: Bartolomeu de Gusmão, portugiesischer Jesuitenpater, Naturwissenschaftler und Erfinder in Brasilien
- 1736: Jeanne Baptiste d’Albert de Luynes, Geliebte von König Viktor Amadeus I. von Sardinien-Piemont
- 1751: Abraham Vater, deutscher Mediziner und Philosoph
- 1773: Johann Caspar Heimburg, deutscher Rechtswissenschaftler
- 1785: Louis-Philippe I. de Bourbon, Herzog von Orléans
- 1794: Jacques François Dugommier, französischer General

### 19. Jahrhundert
- 1804: Philip Schuyler, General der Kontinentalarmee im Amerikanischen Unabhängigkeitskrieg und Senator für den Bundesstaat New York
- 1821: Johann Kaspar Gensler, deutscher Rechtswissenschaftler
- 1822: George K. Jackson, US-amerikanischer Komponist
- 1823: Jean-Nicolas Pache, französischer Politiker
- 1827: Wilhelm Hauff, deutscher Schriftsteller und Märchenerzähler
- 1828: Friedrich Christian Gottlieb Perlet, deutscher Pädagoge und Philologe
- 1830: Franco Andrea Bonelli, italienischer Zoologe und Ornithologe
- 1830: Adam Weishaupt, deutscher Gründer des Illuminatenordens
- 1841: Agustín Gamarra, Staatspräsident von Peru
- 1843: Armand Beauvais, US-amerikanischer Politiker
- 1844: Antonín Machek, tschechischer Maler
- 1844: José Casimiro Rondeau Pereyra, argentinischer General
- 1848: Karl Gottlob Prinz, deutscher Tiermediziner
- 1849: Matthias Joseph de Noël, deutscher Kaufmann, Schriftsteller und Kunstsammler
- 1851: Franz Joseph Häcker, deutscher Jurist und Politiker
- 1851: Ernst-August I von Hannover, König von Hannover, Landesvater von Niedersachsen
- 1852: Anton Bernhard Fürstenau, deutscher Flötist und Komponist
- 1856: Michail Woronzow, russischer Politiker
- 1857: Johann Ludwig von Bernuth, preußischer Beamter

Helene Sedlmayr († 1898)

- 1875: Heinrich Leonhard von Arnim-Heinrichsdorf, deutscher Politiker
- 1886: Chester A. Arthur, US-amerikanischer Politiker, Präsident der USA
- 1887: Gustav Theodor Fechner, deutscher Physiker und Philosoph
- 1891: August Wilhelm Schynse, deutscher Missionar, Afrikaforscher und Kartograf
- 1892: Hannes Finsen, isländischer Jurist und Beamter im Dienste Dänemarks
- 1892ː Josefine Pagay, österreichische Theaterschauspielerin
- 1896: Karl Eisenlohr, deutscher Mediziner
- 1898ː Helene Sedlmayr, Münchner Stadtoriginal, Inbegriff der schönen Münchnerin
- 1900: Ernst Eckstein, deutscher Schriftsteller
- 1900: Anna Vorwerk, deutsche Frauenrechtlerin

### 20. Jahrhundert

#### 1901–1950

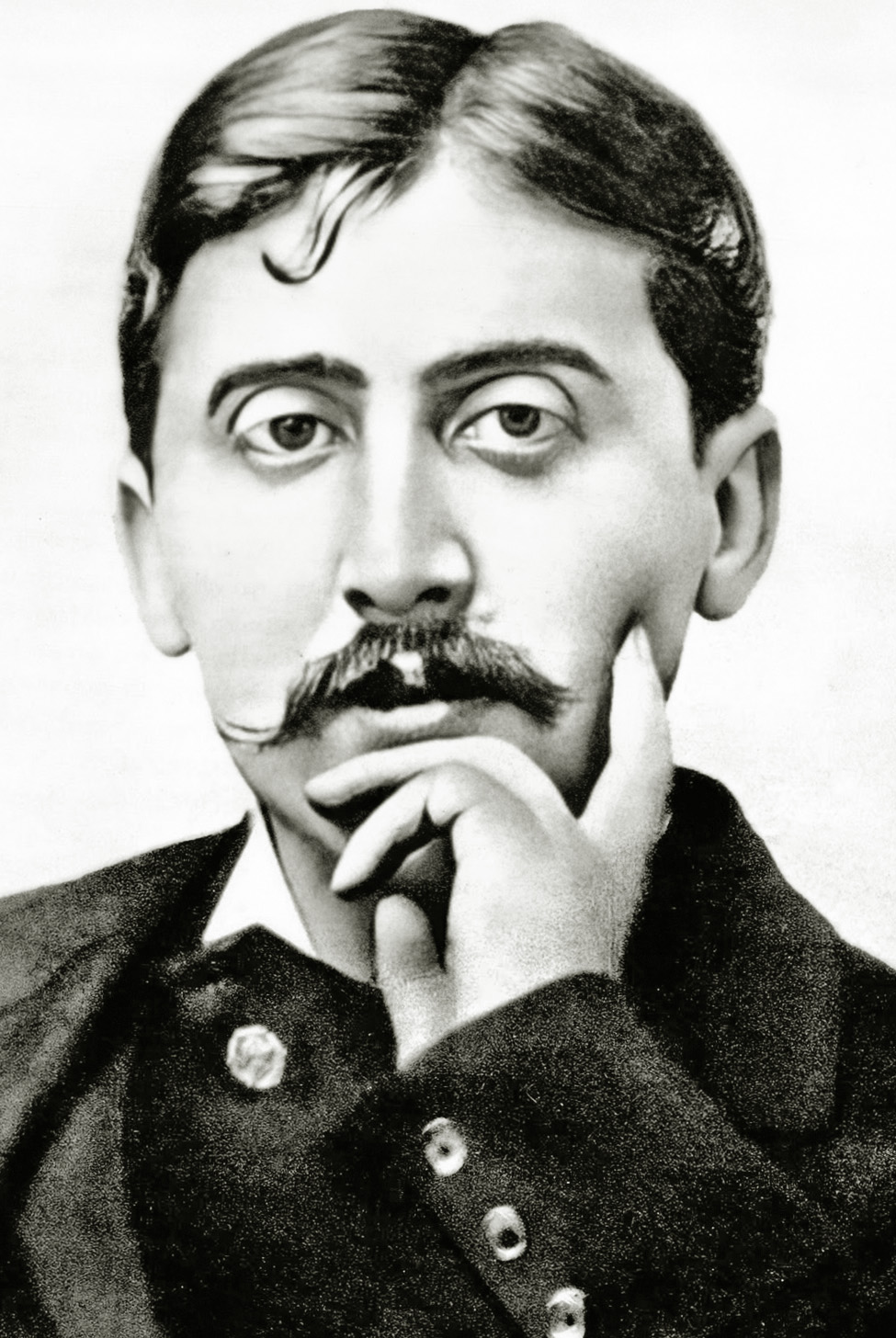
Marcel Proust († 1922)
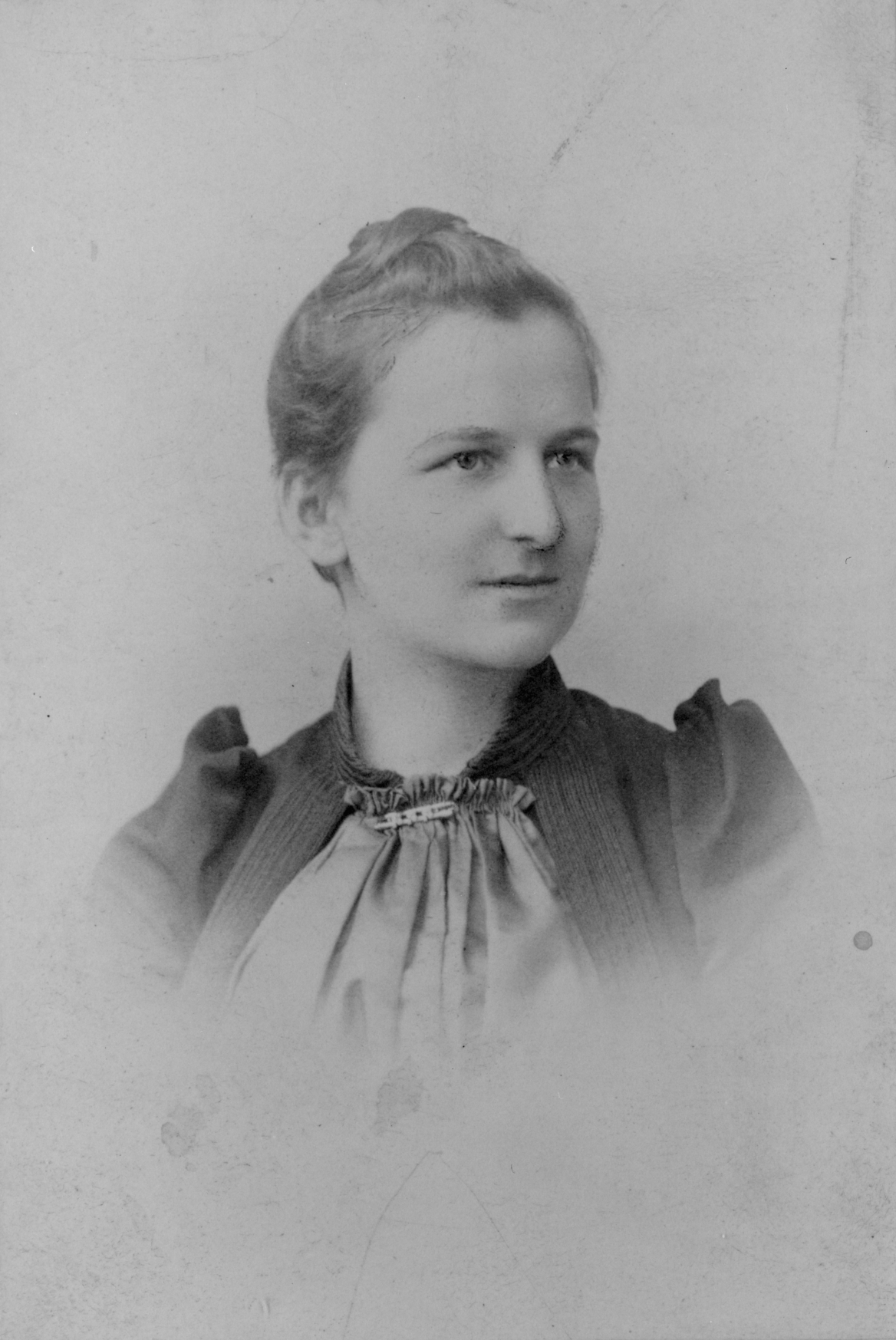
Käthe Schirmacher († 1930)
Martha Müller-Grählert († 1939)
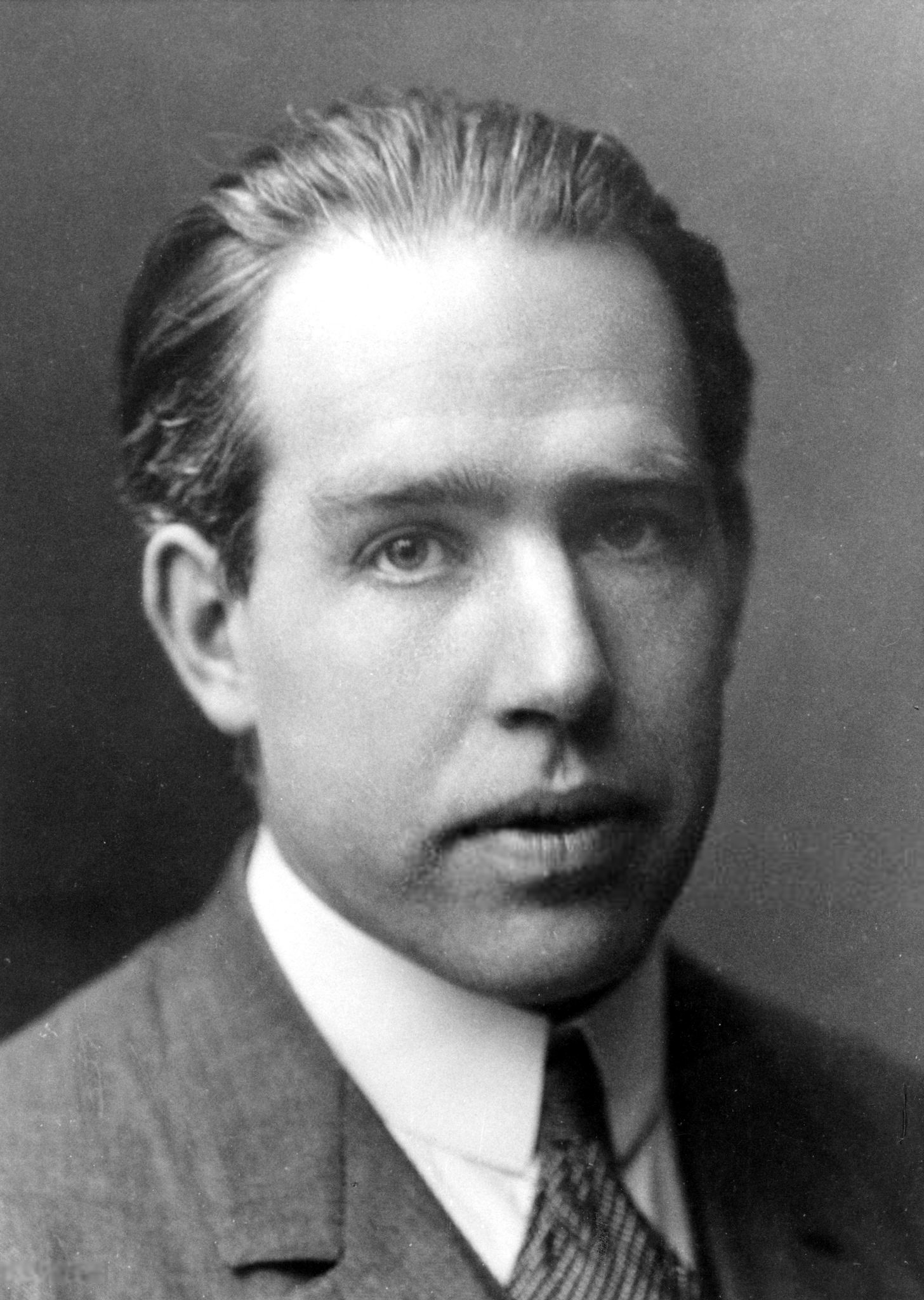
Niels Bohr († 1962)
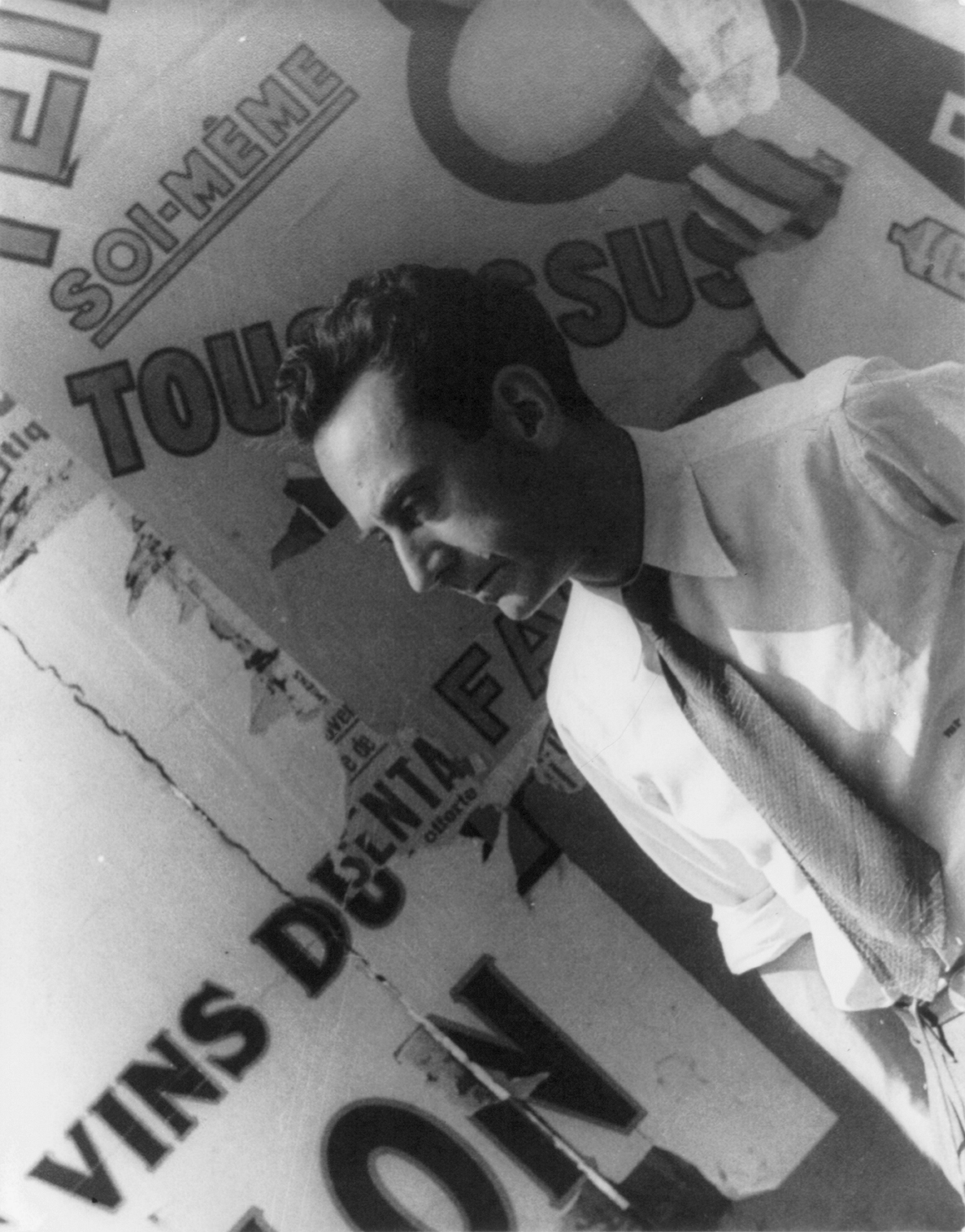
Man Ray († 1976)

- 1901ː Auguste Hyrtl, deutsche Schriftstellerin
- 1905: Heinrich Hauser, Schweizer Landwirt und liberaler Politiker
- 1913: Johannes Christoph Achelis, deutscher Kaufmann und Unternehmer
- 1913: Israel Landauer, deutscher Bankier, Fabrikant und Wohltäter
- 1913: John Foster McCreight, kanadischer Politiker
- 1919: Ferdinand Domela Nieuwenhuis, niederländischer Politiker
- 1919: Adolf Hurwitz, deutscher Mathematiker
- 1922: Marcel Proust, französischer Schriftsteller und Kritiker (Auf der Suche nach der verlorenen Zeit)
- 1926: Konrad Agahd, deutscher Schriftsteller, Pädagoge und Journalist
- 1926: Carl Ethan Akeley, US-amerikanischer Jäger, Taxidermist, Naturforscher, Professor, Künstler und Erfinder
- 1928: Mauritz Stiller, schwedischer Stummfilmregisseur
- 1930: Käthe Schirmacher, deutsche Frauenrechtlerin
- 1931: Charles-Maurice Couyba, französischer Politiker und Schriftsteller
- 1931: William Kobbé, US-amerikanischer Offizier
- 1934: Pietro Gasparri, italienischer Geistlicher, vatikanischer Diplomat und Kurienkardinal
- 1939: Martha Müller-Grählert, deutsche Schriftstellerin
- 1940: Hermann Aichele, deutscher Verwaltungsbeamter
- 1940: Benjamin Auerbach, deutscher Arzt
- 1940: Iwane Dschawachischwili, georgischer Wissenschaftler, Gründer der Universität Tiflis
- 1941: Walther Nernst, deutscher Chemiker, Nobelpreisträger
- 1946: Ludwig Weinacht, deutscher Ruderer
- 1947: Kurt Oppenheim, deutscher Unternehmer, Manager und Chemiker
- 1949: Elmer Ivan Applegate, US-amerikanischer Botaniker

#### 1951–1975
- 1952: Paul Éluard, französischer Schriftsteller
- 1952: Dutch Speck, US-amerikanischer American-Football-Spieler
- 1953: Ruth Crawford Seeger, US-amerikanische Komponistin
- 1956: Franz Kölbl, österreichischer Politiker und Geistlicher
- 1958: Henry Nielsen, dänischer Mittel- und Langstreckenläufer
- 1962: Niels Bohr, dänischer Physiker, Nobelpreisträger
- 1963: Kurt Arnold Findeisen, deutscher Schriftsteller
- 1964: Henri Théodore Pigozzi, französisch-italienischer Kaufmann und Industrieller
- 1966: Béla Tardos, ungarischer Komponist
- 1967: Henri Nibelle, französischer Organist und Komponist
- 1970: Arthur Laumann, deutscher Offizier und Jagdflieger
- 1971: Rudolf Kopf, österreichischer Jurist und Politiker
- 1971: Junior Parker, US-amerikanischer Sänger
- 1972: Segundo Luis Moreno, ecuadorianischer Komponist
- 1973: Alois Hába, tschechischer Komponist
- 1973: Thomas Peter McKeefry, neuseeländischer Priester, Erzbischof von Wellington, Kardinal
- 1974: Adolf Fux, Schweizer Politiker und Schriftsteller
- 1974: Juan Francisco García, dominikanischer Komponist
- 1975: August Anhalt, deutscher Maler, Zeichner und Grafiker
- 1975: Max Dominicé, Schweizer evangelischer Geistlicher
- 1975: Herbert Gute, deutscher Kommunalpolitiker, Oberbürgermeister von Dresden

#### 1976–2000
- 1976: Christopher Addison, britischer Peer
- 1976: Man Ray, US-amerikanischer Fotograf, Filmregisseur, Maler und Objektkünstler des Dadaismus, Surrealismus und der Moderne
- 1977: Kurt Schuschnigg, österreichischer Politiker, Justiz- und Unterrichtsminister, Bundeskanzler
- 1978: Jim Jones, US-amerikanischer Sektenführer des Peoples Temple
- 1978: Lennie Tristano, US-amerikanischer Jazzmusiker
- 1982: Anton Biersack, deutscher Komponist
- 1982: Heinar Kipphardt, deutscher Schriftsteller, Vertreter des Dokumentartheaters (In der Sache J. Robert Oppenheimer, Bruder Eichmann)
- 1983: Ivan Albright, US-amerikanischer Maler
- 1983: Walentin Chorell, finnisch-schwedischer Schriftsteller und Drehbuchautor
- 1984: Osvaldo Fresedo, argentinischer Musiker und Arrangeur, Bandleader, Komponist und Texter
- 1984: Alexander Schläffer, österreichischer Heimatkrippenbauer
- 1985: Stephan Henrik Barratt-Due, norwegischer Geiger und Musikpädagoge
- 1986: Lajos Bárdos, ungarischer Komponist
- 1987: Jacques Anquetil, französischer Profi-Radrennfahrer
- 1987: George Ryga, kanadischer Schriftsteller
- 1988: Erwin Heinz Ackerknecht, deutscher Politiker
- 1988ː Lotte Stam-Beese, deutsche Fotografin, Architektin und Stadtplanerin, Bauhausstudentin
- 1989: Freddie Waits, US-amerikanischer Jazz-Schlagzeuger
- 1990: Wolfgang Büttner, deutscher Schauspieler
- 1991: Gustáv Husák, tschechoslowakischer Jurist und Politiker, Staatspräsident
- 1991: Eugen York, deutscher Regisseur und Drehbuchautor
- 1993: Fritz Feld, deutsch-US-amerikanischer Schauspieler
- 1993: Arvid Fladmoe, norwegischer Geiger, Dirigent und Musikpädagoge
- 1994: Maurice Auslander, US-amerikanischer Mathematiker
- 1994: Cab Calloway, US-amerikanischer Jazz-Sänger und Bandleader
- 1999: Douglas Wayne Sahm, US-amerikanischer Country-, Blues- und Rockmusiker
- 2000: Ibo, deutscher Sänger

### 21. Jahrhundert
- 2002: James Coburn, US-amerikanischer Schauspieler
- 2002: Edith H. Luchins, US-amerikanische Mathematikerin und Gestaltpsychologin
- 2003: Michael Kamen, US-amerikanischer Komponist
- 2003: Myrta Ludwig, Schweizer Schachspielerin
- 2004: Juan Carlos Aramburu, argentinischer Geistlicher, Erzbischof von Buenos Aires, Kardinal
- 2004: Robert Bacher, US-amerikanischer Kernphysiker
- 2004: Cy Coleman, US-amerikanischer Komponist
- 2006: Achim Höppner, deutscher Schauspieler
- 2006: Hans-Jürgen Treder, deutscher theoretischer Physiker und Astrophysiker
- 2007ː Ellen Müller-Preis, österreichische Florettfechterin
- 2008: Wolfgang Scheffler, deutscher Politologe und Historiker
- 2009: F. R. C. Clarke, kanadischer Organist, Chorleiter, Komponist und Musikpädagoge
- 2009: Jeanne-Claude, französisch-US-amerikanische Künstlerin
- 2010: Brian Marsden, britischer Astronom
- 2010ː Ingeborg Ottmann, deutsche Schauspielerin
- 2012: Bambus-Klaus, deutscher Gastwirt und Schlagersänger
- 2014: Elli Michler, deutsche Dichterin
- 2015: Jonah Lomu, neuseeländischer Rugby-Spieler
- 2015: Rudolf von Thadden, deutscher Historiker
- 2017: Azzedine Alaïa, tunesischer Modedesigner
- 2017: Friedel Rausch, deutscher Fußballspieler und -trainer
- 2017: Gillian Rolton, australische Pferdezüchterin, Vielseitigkeitsreiterin und Olympiasiegerin
- 2017: Malcolm Young, britisch-australischer Rockmusiker (AC/DC)
- 2020: Michel Robin, französischer Schauspieler
- 2021: Enrico Bacher, italienischer Eishockeyspieler
- 2021: Günter Neubert, deutscher Komponist und Tonmeister
- 2021: Ardeschir Zahedi, iranischer Diplomat und Politiker
- 2022: Hallgerd Bruckhaus, deutsche Schauspielerin und Synchronsprecherin (Barbara Blocksberg)
- 2022: Richard Johnstone, neuseeländischer Radrennfahrer
- 2022: Ned Rorem, US-amerikanischer Komponist
- 2023: David Del Tredici, US-amerikanischer Komponist
- 2024: Karl Kohn, US-amerikanischer Komponist, Pianist und Musikpädagoge österreichischer Herkunft

## Feier- und Gedenktage
- Kirchliche Gedenktage
  - Ludwig Hofacker, deutscher Pfarrer und Erweckungsprediger (evangelisch)
- Namenstage
  - Odo, Roman

Weitere Einträge enthält die Liste von Gedenk- und Aktionstagen.